# Neymar
Neymar da Silva Santos Júnior (Mogi das Cruzes, 5 de fevereiro de 1992) é um futebolista brasileiro que atua como meio-campista ou atacante pelo Santos.
Revelado pelo próprio Santos em 2009, desde cedo correspondeu às expectativas e conquistou diversos títulos com o clube, incluindo dois Campeonatos Paulistas seguidos, uma Copa do Brasil e uma Libertadores, sendo esta a primeira do Peixe desde 1963. Ganhou por duas vezes seguidas o prêmio de melhor jogador sul-americano do ano, em 2011 e 2012, e um prêmio Puskás de gol mais bonito do ano em 2011. Em 2013, após ser protagonista no título da Copa das Confederações pela Seleção Brasileira, Neymar foi vendido ao Barcelona numa transação que é considerada a venda mais cara da história do futebol brasileiro. Na sua segunda temporada pelo clube espanhol, o jogador estrelou um brilhante trio de ataque conhecido como "MSN", ao lado dos também sul-americanos Lionel Messi e Luis Suárez. Juntos, faturaram a tríplice coroa e ajudaram o Barça a conquistar a La Liga, a Copa do Rei e Liga dos Campeões da UEFA, com Neymar sendo decisivo e terminando como um dos artilheiros da Champions. Além disso, o brasileiro consagrou-se como um dos melhores do mundo e foi finalista da Bola de Ouro da FIFA. Em 2017, com sua venda milionária ao Paris Saint-Germain por 222 milhões de euros, tornou-se a transferência mais cara da história do futebol. Nesse mesmo ano, foi pela segunda vez na carreira um dos três finalistas da premiação da FIFA de melhor jogador do mundo, desta vez nomeada The Best FIFA Football Awards. Na sua terceira temporada em Paris, Neymar ajudou o PSG a chegar a sua primeira final de Liga dos Campeões, em que perderam para o Bayern de Munique. O atacante é o jogador brasileiro com mais gols por essa competição desde 2018, quando superou Kaká.
Pela Seleção Brasileira, Neymar estreou em 2010, aos 18 anos, e em 2023 superou Pelé para tornar-se o maior artilheiro da Amarelinha segundo a contagem da FIFA. Principal nome do time que disputou a Copa do Mundo de 2014, o atacante marcou quatro gols em cinco partidas, mas sofreu uma grave lesão na coluna durante as quartas de final contra a Colômbia, o que o afastou da competição. No ano anterior havia conquistado o título da Copa das Confederações, sendo a principal estrela brasileira durante os cinco jogos da campanha, onde fez quatro gols e deu três assistências, tendo, inclusive, levado o prêmio de melhor jogador da competição e ainda a Chuteira de Bronze. Participou ainda das Copas do Mundo de 2018 e 2022, tendo marcado dois gols em ambas, mas sem conseguir impedir o Brasil de cair nas quartas de final. Também disputou três edições da Copa América, em 2011, 2015 e 2021, porém não conquistou a competição sul-americana. Em 2016, Neymar fez parte do elenco que ganhou o primeiro título olímpico da história da Canarinho, convertendo o pênalti que garantiu o título e saindo como herói.
Fora de campo, o brasileiro é um dos atletas mais bem sucedidos do mundo; a SportsPro o nomeou como atleta mais comercializável do mundo em 2012 e 2013, e a ESPN o citou como quarto atleta mais famoso do mundo em 2016. No ano seguinte, Neymar foi incluído pela Time na lista das 100 pessoas mais influentes do mundo. Já em 2018, foi classificado pela France Football como terceiro jogador de futebol mais bem pago do mundo. A Forbes o classificou como o terceiro atleta mais bem pago do mundo em 2019, e o quarto atleta mais bem pago em 2020. Durante nove anos, Neymar foi um dos principais endossadores da empresa estadunidense de roupas esportivas Nike, até assinar com a alemã Puma em agosto de 2020.

## Biografia

### Infância e juventude
Filho do mecânico Neymar da Silva Santos (de quem herdou o nome) e Nadine Santos, Neymar nasceu na cidade de Mogi das Cruzes, na Região Metropolitana de São Paulo, em 5 de fevereiro de 1992, mas ainda muito jovem mudou-se a São Vicente e em seguida a Santos. Em 2003, aos 11 anos de idade, chegou às categorias de base do Santos, donde não saiu mais até tornar-se profissional.
Quando Neymar ainda não ganhava o suficiente para sustentar a família, ele, o pai, a mãe e a irmã moravam em um cômodo na casa da avó, na periferia de São Vicente. Com o dinheiro e já prevendo o sucesso do filho, a família comprou seu primeiro imóvel, um apartamento ao lado da Vila Belmiro. À medida que o adolescente crescia, o nível de vida da família melhorava. Aos 15 anos, Neymar ganhava 10 mil reais por mês e, aos 16, 25 mil. Aos 17 anos, quando virou titular no time principal do Santos, vieram os primeiros patrocínios. Neymar é evangélico, e frequenta com sua família a Igreja Batista.

### Santos e Barcelona
Neymar iniciou sua carreira nas categorias de base da Portuguesa Santista em 1998, sendo transferido para o Santos em 2003. Após seis anos, foi promovido ao time principal. No ano em que fez a sua estreia com a equipe profissional, Neymar foi considerado a maior revelação do Campeonato Paulista. No ano seguinte, ele tornou-se o artilheiro da Copa do Brasil com onze gols, e o melhor jogador do Campeonato Paulista, finalizando a temporada com quarenta e dois gols em sessenta jogos. Com dezenove anos, Neymar conquistou o Prêmio de Futebolista Sul-Americano do Ano de 2011, após encerrar na terceira posição na edição anterior. No ano de 2011, concorreu ao prêmio de Melhor Jogador do Mundo, onde encerrou na décima posição; no mesmo evento, recebeu a aclamação mundial por conquistar o Prêmio Puskás de Gol do Ano, marcado na derrota do Santos para o Flamengo em uma partida do Campeonato Brasileiro. Neymar foi o principal destaque da conquista da Libertadores pelo Santos, triunfo que o levou a participar da Copa do Mundo de Clubes, onde foi derrotado na final por 4–0 pelo Barcelona. Após a conquista da Recopa de 2012, Neymar começou a receber propostas do mesmo Barcelona, equipe com que fechou contrato num acordo polêmico envolvendo o presidente do clube Sandro Rosell. Em seu primeiro ano na equipe, Neymar conquistou a Supercopa da Espanha, mas o reconhecimento mundial e a aclamação como um dos maiores jogadores do mundo ocorreu na temporada 2014–15, com o triunfo do Campeonato Espanhol, da Copa do Rei e da Liga dos Campeões da UEFA. No Barcelona, Neymar integrava o trio MSN, formado juntamente com os jogadores Lionel Messi e Luis Suárez, descrito por jornalistas como o melhor ataque dos últimos anos no futebol mundial.

### Seleção Brasileira
Neymar representou a Seleção Brasileira nas categorias Sub-17, Sub-20 e profissional. Pela Seleção principal, fez sua estreia em 2010, aos 18 anos, num amistoso contra os Estados Unidos, onde marcou um gol. Neymar tornou-se o artilheiro do Campeonato Sul-Americano Sub-20 de 2011 com nove gols, incluindo dois na final em um triunfo perante a Seleção Uruguaia, liderando a equipe a conquista do título. Foi convocado pelo então treinador Luiz Felipe Scolari para a disputa da Copa das Confederações FIFA de 2013, onde começou a atuar com a camisa de número 10 e acabou por ser escolhido como o melhor jogador do torneio, contribuindo à conquista brasileira com um gol na final contra a Espanha. Na Copa do Mundo FIFA de 2014, Neymar foi o destaque da Seleção com quatro gols, até sofrer uma lesão em uma vértebra da coluna no jogo das quartas de final contra a Seleção Colombiana, que fez com que ele desfalcasse a equipe pelo restante do torneio. Apesar disso, recebeu a Chuteira de Bronze como o terceiro maior goleador do evento, e fez parte da equipe descrita como "time dos sonhos", com os onze melhores jogadores da competição.

### Vida pessoal

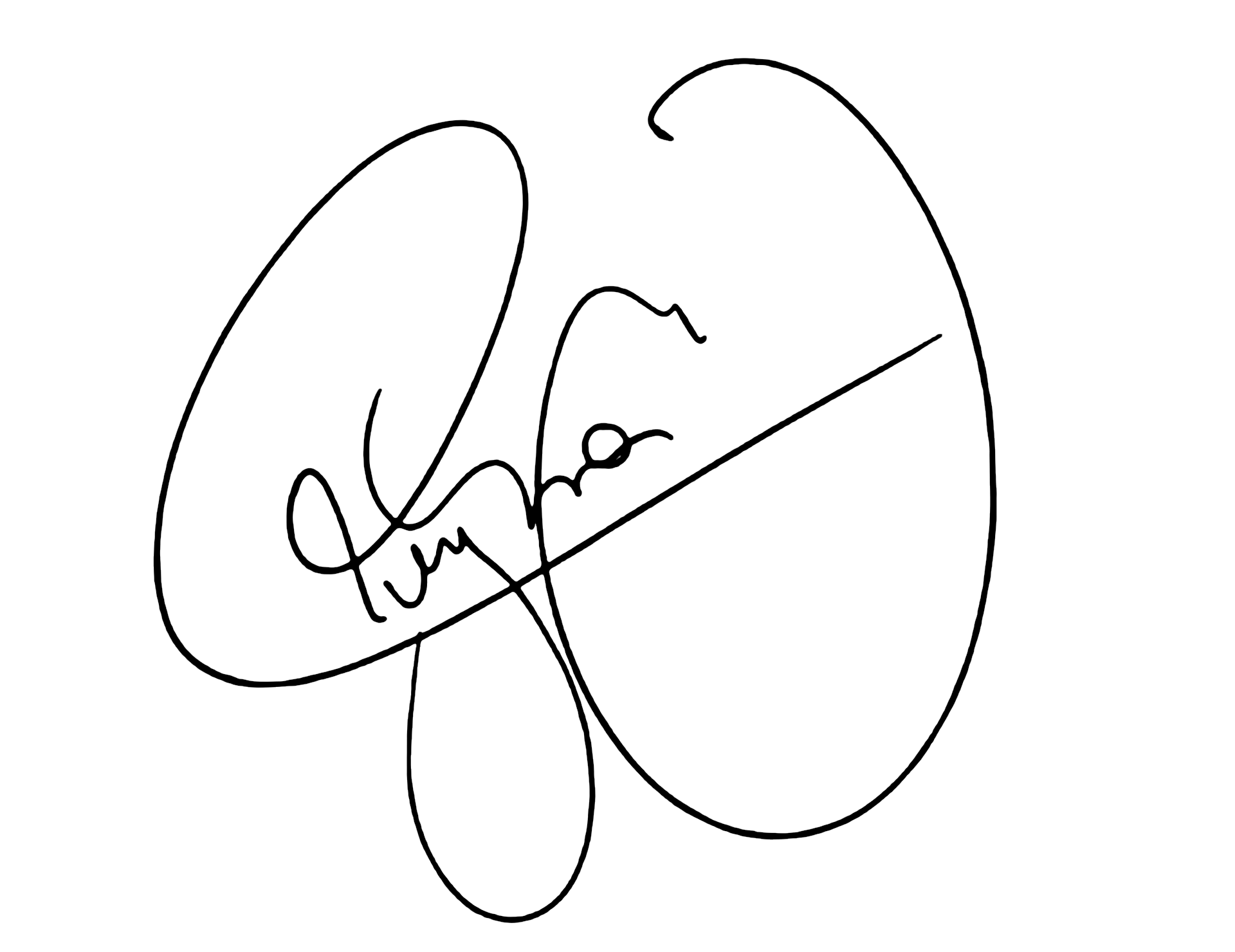
Assinatura de Neymar

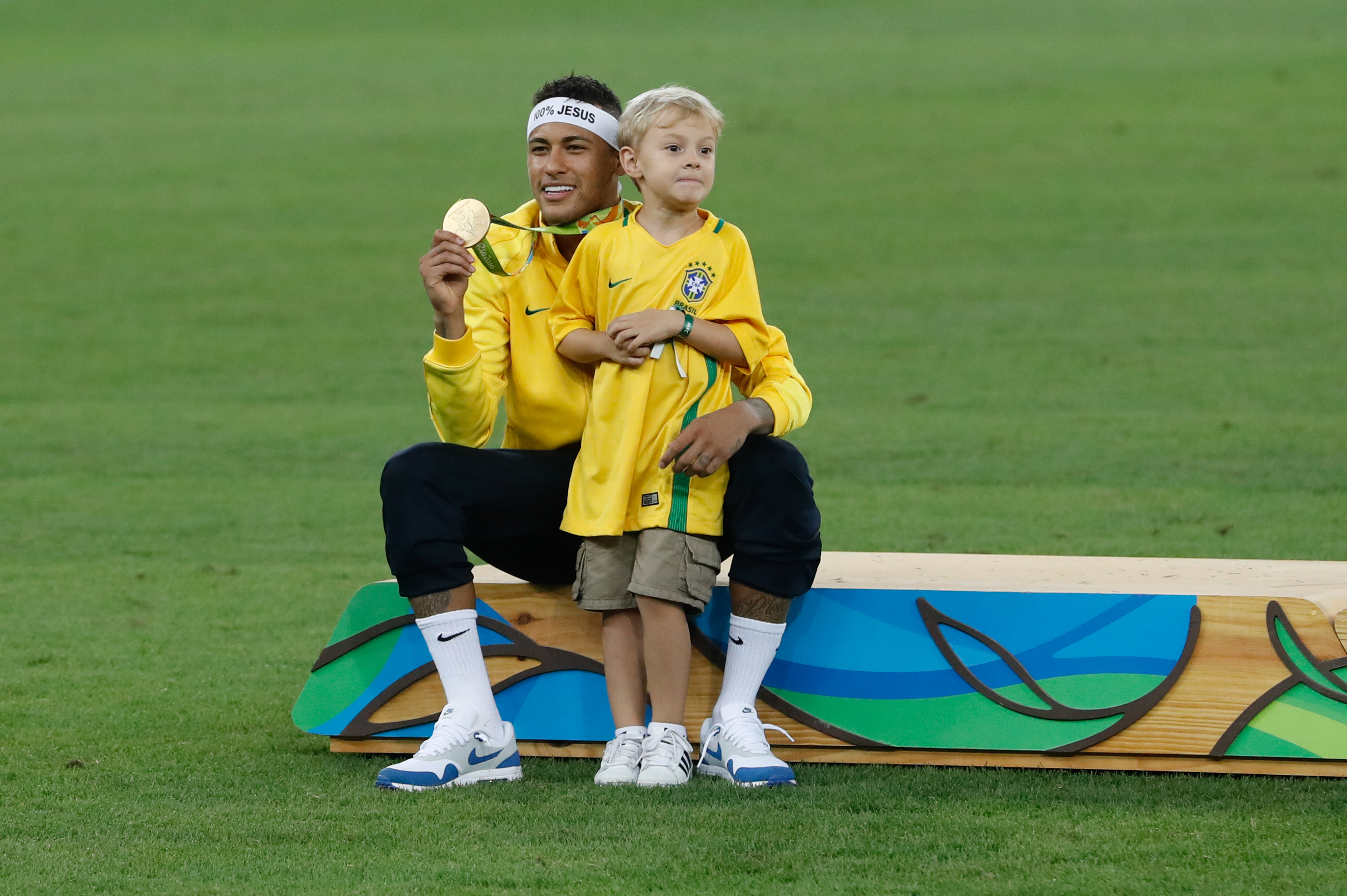
Neymar e seu filho David Lucca após a conquista dos Jogos Olímpicos em 2016

No dia 8 de maio de 2011, horas antes da final do Campeonato Paulista daquele ano contra o Corinthians, Neymar foi informado que seria pai de um filho com uma garota de dezessete anos. Quatro dias depois, em 12 de maio, a notícia tornou-se oficial através de seu site oficial, confirmando que o jogador seria pai pela primeira vez aos dezenove anos de idade. O nome da mãe inicialmente não foi divulgado para que se pudesse preservar a imagem, tanto dela, quanto da criança. Dezesseis dias depois de ter o conhecimento da gravidez, na véspera da semifinal da Copa Libertadores, a mãe da criança informou-lhe que o bebê seria do sexo masculino. Em 24 de agosto de 2011, às onze horas da manhã, ocorreu o nascimento de Davi Lucca, na cidade de São Paulo. Apesar do nascimento do seu primeiro filho, Neymar jamais chegou a manter um relacionamento estável com Carolina Dantas, a mãe do bebê, que posteriormente teve seu nome divulgado para a mídia. O jogador tem um acordo verbal com Carolina e paga trinta mil reais por mês de pensão, além de ter concedido uma cobertura de cinco dormitórios para que mãe e filho morassem. Entre 2008 e 2009, Neymar e sua família moraram neste mesmo apartamento, na época em que o atleta iniciava sua carreira profissional no Santos.
Em 11 de fevereiro de 2013, Neymar assumiu publicamente um relacionamento com a atriz Bruna Marquezine, da TV Globo. Ainda que os dois tenham sido vistos desde outubro do ano anterior, eles negaram diversas vezes indícios de relacionamento, dizendo serem apenas "bons amigos". No entanto, durante o Desfile das Escolas de Samba do Rio de Janeiro, no Sambódromo da Marquês de Sapucaí, os dois confirmaram que já estavam juntos há um mês. Passado exato um ano, no dia 11 de fevereiro de 2014, a assessoria da atriz confirmou o fim do relacionamento com Neymar. Várias especulações afirmaram que Neymar teria iniciado relacionamento com outras mulheres, mas nenhuma dessas foram confirmadas publicamente.
Em 22 de junho de 2017, Neymar confirmou fim de namoro com Marquezine, após aparecer sozinho em evento em prol do Instituto Neymar sem a aliança e com novo penteado. O jogador ainda esclareceu que rompeu o namoro com Marquezine de maneira amigável e deixou uma esperança aos fãs sobre uma possível reconciliação.
No final de dezembro de 2017, Neymar foi visto novamente com Marquezine; após os boatos, o próprio jogador postou nas redes sociais uma declaração, afirmando, que havia voltado o namoro com a atriz. O casal foi visto junto pela última vez no dia 3 de outubro de 2018, antes do anúncio do término do relacionamento. A decisão teria sido tomada pelo jogador como uma junção de fatores, sendo o principal a tristeza causada pelo relacionamento à distância e a negativa de Bruna de se mudar para Paris.
Em abril de 2022, Neymar iniciou um relacionamento com a modelo Bruna Biancardi, terminando amigavelmente em agosto. No entanto, eles reataram o namoro em janeiro de 2023. Já no dia 18 de abril, o casal anunciou que esperava o primeiro filho. Em junho, o jornal Metrópoles divulgou um vídeo que afirmando que Neymar teria traído Bruna com a coach Fernanda Campos, na véspera do dia dos namorados; dias depois o jogador se pronunciou confirmando e pedindo desculpas a namorada. Sua filha Mavie, fruto do relacionamento com Bruna Biancardi, nasceu em São Paulo no dia 6 de outubro. No dia 3 de julho de 2024 nasceu Helena, em São Paulo, filha de Neymar com a modelo Amanda Kimberlly.

## Carreira em clubes

### Categorias de base
Neymar chegou às categorias de base do Santos em 2002, aos 11 anos de idade, e desde muito novo passou a ser tratado como uma "joia" por seus diversos treinadores. Ainda na adolescência, já possuía grande atenção da mídia de maneira geral, chegando a participar de amistosos com jogadores que há muito já se haviam tornado profissionais. Também nas categorias de base e ainda muito novo, Neymar conheceu Paulo Henrique Ganso, que seria jogador do time santista, campeão de títulos como a Copa do Brasil de 2010 e Copa Libertadores de 2011 ao lado de Neymar. Depois de defender o São Paulo, Ganso se transferiu ao Sevilla.
Aos 14 anos, viajou para a Espanha visando fazer uma espécie de estágio no time do Real Madrid, que na época tinha no elenco craques como Ronaldo, Zinédine Zidane, David Beckham e Roberto Carlos. O jogador foi aprovado nos testes da equipe espanhola, e chegou a ser registrado na Federação Madrilenha de Futebol. Notando o interesse do Real no ainda adolescente Neymar e sob o risco de perder seu futuro craque, a diretoria do Santos pagou 1 milhão de reais ao jogador para que ele permanecesse nas categorias de base do clube e tornasse-se profissional lá. A diretoria do Real Madrid achou que não valia a pena desembolsar esse dinheiro por um atleta de 14 anos.

### Santos

#### 2009
Tido como grande promessa do Santos, Neymar fez sua estreia no time profissional em 7 de março de 2009, aos 17 anos, na partida contra o Oeste, no estádio do Pacaembu, pelo Campeonato Paulista. Seu primeiro gol como profissional vestindo a camisa santista foi contra o Mogi Mirim, na Vila Belmiro, em 15 de março, também pelo campeonato estadual. Destaque nas semifinais dessa competição contra o Palmeiras, disputou sua primeira final profissional contra o Corinthians. Embora não tenha se destacado na decisão que rendeu o vice-campeonato aos santistas, acabou sendo eleito a revelação do Campeonato Paulista. Pelo Campeonato Brasileiro, obteve destaque ao lado de Paulo Henrique Ganso, mas o Santos acabou terminando na 12ª posição.

#### 2010
Pelo Campeonato Paulista, Neymar conseguiu o feito de marcar cinco gols em cinco clássicos; no mais notável, marcou três gols contra o São Paulo, além de marcar contra o Corinthians e contra o Palmeiras na campanha em que o Santos sagrou-se campeão paulista. Contra o São Paulo na primeira fase, a partida foi vencida por 2–1. Já nas semifinais, mais duas vitórias (3–2 na ida e e 3–0 na volta). O Santos voltou a vencer outro clássico, dessa vez contra o Corinthians, por 2–1. Já contra o Palmeiras, sua equipe perdeu pelo placar de 4–3. Após a vitória na campanha estadual, a equipe que contava com um quarteto ofensivo formado por Neymar, Paulo Henrique Ganso, Robinho e André foi apelidada de "Meninos da Vila", apelido geralmente dado a times que o Santos forma, com jogadores revelados nas categorias de base como destaque. O segundo título na temporada viria na Copa do Brasil; Neymar se destacou nas partidas contra o Naviraiense, uma sonora goleada por 10–0, além do 8–1 sobre o Guarani, jogo este em que marcou cinco dos oito tentos da equipe santista, em partida disputada na Vila Belmiro, pelas oitavas de final da competição. No dia 28 de julho, na final do torneio, Neymar marcou um dos gols na partida de ida, ajudando o Santos a vencer o Vitória por 2–0. Apesar da derrota no jogo de volta em Salvador, o Santos sagrou-se campeão do torneio e Neymar foi o artilheiro com onze gols, garantindo a vaga da equipe na Libertadores do ano seguinte.
Ainda em 2010, em meio a fortes especulações de sua transferência à Europa, muito provavelmente para o Chelsea, da Inglaterra, a diretoria do clube novamente tentou manter o jogador. Em 23 de agosto, o presidente Luis Álvaro de Oliveira Ribeiro fez uma reunião com Neymar da Silva Santos, empresário e pai do jogador. Após a reunião, Pelé ligou para o presidente do Santos, que também tentava convencer Neymar (pai) a manter o filho no clube. Neymar decidiu permanecer no Santos. Na sequência da temporada, já com a vaga garantida na Copa Libertadores do ano seguinte, o Santos não demonstrou grande importância ao Campeonato Brasileiro daquele ano, terminando apenas na oitava posição. Apesar disto, Neymar foi ainda o vice-artilheiro do Brasileirão, com 17 gols, ficando atrás apenas de Jonas, então no Grêmio, que havia marcado 23 vezes.

#### 2011
Após 2010, passou a ser considerado por muitos especialistas como o melhor jogador em atividade no país. Pelo Santos, agora reforçado por Elano, Neymar iniciou a temporada ajudando o clube a classificar-se para a fase final do Campeonato Paulista. Em seguida, o Santos venceu a Ponte Preta nas quartas de final, e passou pelo rival São Paulo nas semifinais, no clássico chamado San-São. Na final, enfrentou o Corinthians, que havia passado pelo Palmeiras nas semis. No primeiro jogo, realizado no estádio do Pacaembu, o empate sem gols mostrou-se um bom resultado para o Santos no jogo da volta, já que agora a equipe precisava apenas do placar mínimo para ser campeão. No jogo da volta, na Vila Belmiro, o Santos venceu por 2–1, com um dos gols tendo sido marcado por Neymar, tornou-se bicampeão paulista, e pela 19ª vez campeão estadual. Pela Copa Libertadores, o Santos classificou-se na segunda colocação do grupo 5, atrás do Cerro Porteño, e passou pelo América do México nas oitavas-de-final, vencendo por 1–0 na Vila Belmiro e segurando o 0–0 na casa do adversário. O Once Caldas foi o adversário nas quartas-de-final, no jogo de ida, na Colômbia, o Santos venceu por 1–0, com boa atuação, tendo também dado o passe para o gol marcado por Alan Patrick. Na volta, o empate por 1–1 no Pacaembu assegurou a vaga do Peixe nas semifinais, tendo novamente o Cerro Porteño como adversário, assim como na fase de grupos. Contra o Cerro, o Santos venceu no jogo de ida, novamente no Pacaembu, por 1–0. Na volta, no Paraguai, após o empate em 3–3, os santistas garantiram sua vaga na final.
Na final da Copa Libertadores o Santos teve como adversário o Peñarol, que havia vencido o Vélez Sársfield na outra semi. No jogo de ida, realizado no Estádio Centenario, em Montevidéu, Neymar teve uma atuação apagada e sofreu muito com a dura marcação dos defensores uruguaios, chegando a receber um cartão amarelo numa jogada que, segundo o árbitro Carlos Amarilla, o jogador simulou ter recebido uma pancada na região do abdômen. No intervalo do jogo, Neymar alegou ainda que Amarilla o ameaçou várias vezes de expulsão caso continuasse caindo ou fizesse falta, fato que lhe suspenderia do jogo de volta.

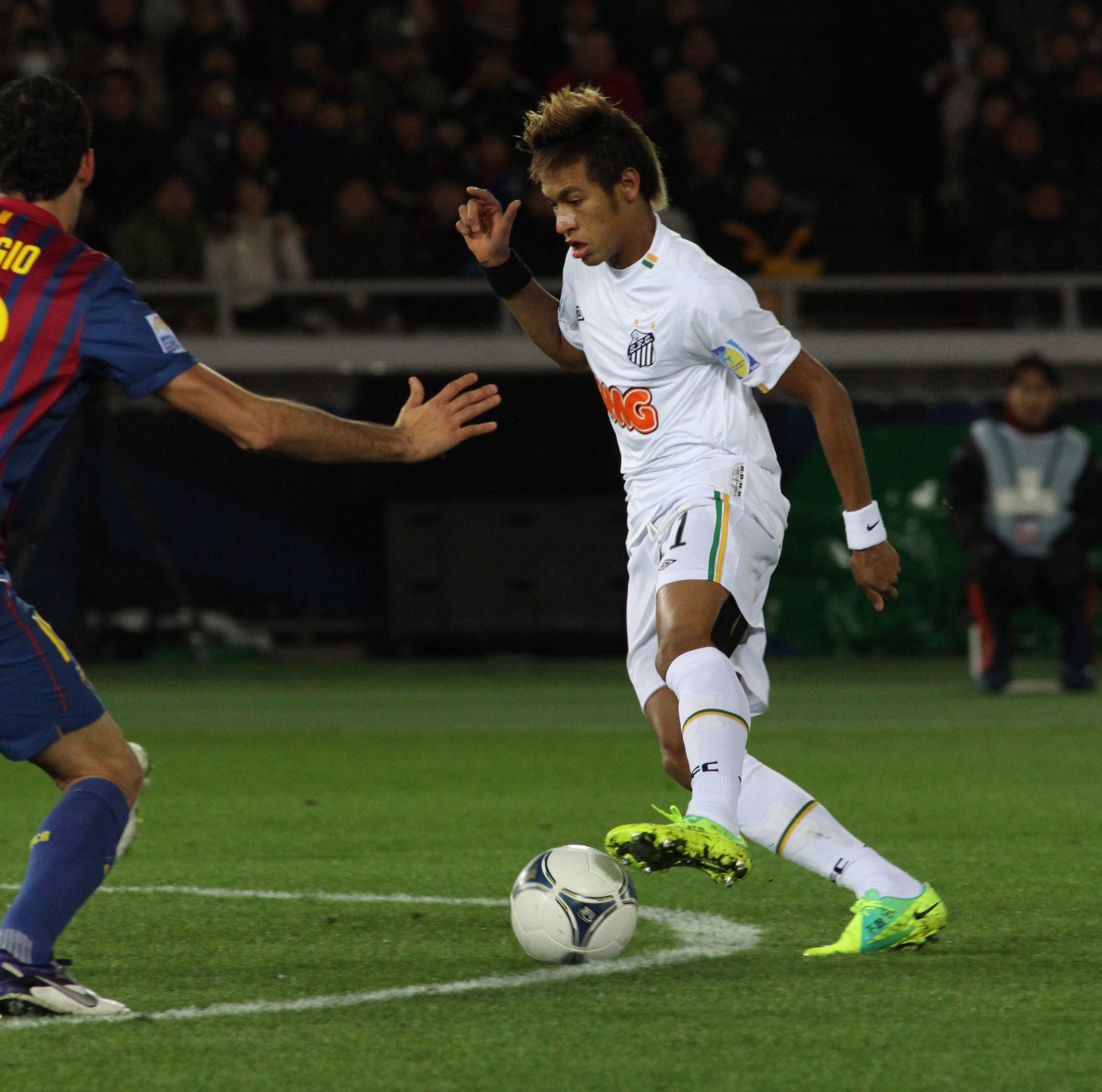
Neymar atuando durante a final do Mundial de Clubes da FIFA de 2011

Apesar de uma partida movimentada e com muitas chances para ambas as equipes, o jogo terminou em 0–0. Na partida de volta, Neymar fez um dos gols da vitória por 2–1, ajudando o Santos a conquistar o título da Copa Libertadores, após 48 anos, e garantindo a vaga do time na disputa da Copa do Mundo de Clubes da FIFA de 2011, realizada no Japão. Sua estreia pelo Campeonato Brasileiro aconteceu apenas na 12ª rodada, na emocionante partida contra o Flamengo. No tão esperado duelo contra Ronaldinho Gaúcho, Neymar marcou dois dos quatro gols santistas, mas não pôde evitar a derrota da sua equipe num incomum 5–4. Posteriormente, no final do ano, um dos gols marcados nesse jogo foi eleito o mais bonito de 2011 no Prêmio FIFA Ferenc Puskás.
Ainda no Campeonato Brasileiro, em jogo válido pela 32ª rodada, Neymar marcou quatro gols contra o Atlético Paranaense e ainda teve mais dois anulados na vitória do Santos por 4–1 sobre a equipe atleticana. No dia 1 de novembro foram anunciados os indicados à Bola de Ouro FIFA 2011 e Neymar foi o primeiro jogador atuando na América do Sul a ser indicado ao prêmio. Anteriormente, em 2007, Rogério Ceni foi indicado a Bola de Ouro da revista francesa France Football sendo o primeiro atleta atuando no Brasil a ser indicado ao prêmio antes da unificação com a premiação da FIFA. Pela Copa do Mundo de Clubes da FIFA de 2011, o Santos enfrentou o Kashiwa Reysol na semifinal, e não teve muitas dificuldades na vitória por 3–1, com Neymar marcando um belo gol de fora da área. Na final, os santistas enfrentaram aquele que era apontado como o melhor time do mundo no momento, o Barcelona, partida onde Neymar foi muito bem marcado pelo zagueiro espanhol Carles Puyol, tendo uma atuação bastante apagada. O Santos foi amplamente dominado na partida, e viu a equipe de Lionel Messi e companhia golear por 4–0.
Após a partida, Neymar conquistou o prêmio "Bola de Bronze" por ter sido eleito o terceiro melhor jogador do torneio.

#### 2012
Em sua segunda partida do ano em 5 de fevereiro, pelo Paulistão, marcou seu centésimo gol na carreira na derrota do Santos para o Palmeiras por 2–1. Foram 82 gols pelo Santos e mais 18 pela Seleção Brasileira, incluindo as seleções de base. Pela Copa Libertadores da América, após uma derrota por 2–1 para o The Strongest, da Bolívia, no primeiro jogo, Neymar teve uma atuação extraordinária na partida contra o Internacional, em 7 de março, na Vila Belmiro. O atacante foi o autor de um hat-trick, marcando os três gols do Santos na partida e decretando a vitória por 3–1 sobre os gaúchos, resultado que colocou o Santos na 2ª colocação do grupo. Um dos três gols de Neymar nesta partida chegou a ser comparado ao gol marcado contra o Flamengo no ano anterior, que deu ao jogador o Prêmio FIFA Ferenc Puskás de 2011, como gol mais bonito do ano.
Na sequência da Libertadores, o Santos teve dois jogos contra o Juan Aurich, do Peru. O primeiro deles, realizado na casa dos peruanos no dia 15 de março, terminou com o placar de 3–1 a favor dos brasileiros. Nesse jogo Neymar não marcou gol, mas no jogo da volta, realizado no estádio do Pacaembu uma semana depois, o Santos novamente venceu a equipe peruana por 2-0, com um gol de Edu Dracena e outro de Neymar. A "joia" santista seguiu com atuações espetaculares também nas partidas pelo Campeonato Paulista, incluindo um gol contra o São Paulo, no clássico San-São realizado no estádio do Morumbi, além de mais um hat-trick na goleada por 5–0 sobre o Guaratinguetá, retomando a sua média de um gol por jogo no ano. Ainda pela Libertadores, Neymar jogou contra a equipe do The Strongest na Vila Belmiro. Após perder o primeiro jogo, o Santos conseguiu vencer a equipe da Bolívia por 2–0, ainda que com uma certa dificuldade, com Neymar marcando o segundo gol da partida.
O bom início de temporada de Neymar continuou no clássico San-São, válido pela semifinal do Campeonato Paulista. Nesta que foi talvez a melhor partida do atacante no ano, um jogo que se mostrava equilibrado e com chances para os dois lados, Neymar mais uma vez desequilibrou a favor do Santos e marcou os três gols da vitória por 3–1 sobre o São Paulo, em pleno Estádio do Morumbi, garantindo a vaga santista na final do estadual pelo quarto ano seguido. Nesta partida, o atacante marcou também o seu 100º gol pelo Santos (o primeiro dos três), entrando de vez para a lista dos maiores artilheiros em toda a história do clube. Em 10 de maio, Neymar marcou dois gols contra o Bolívar pelas oitavas de final da Libertadores, tornando-se agora o maior artilheiro do Santos na era pós-Pelé com 106 gols marcados, superando o ex-atacante Serginho Chulapa, que tinha 104 gols. Em 13 de maio, marcou mais dois contra o Guarani na vitória do Santos por 4–2, conquistando o tricampeonato paulista além da artilharia da competição, com 20 gols.
Após o tricampeonato paulista conquistado pelo Santos, o time voltou novamente suas atenções para a Libertadores em busca do tetra. Seu adversário nas quartas de finais da competição, foi o clube argentino Vélez Sarsfield. No primeiro jogo, Neymar não teve boa atuação. O Vélez ganhou a partida na Argentina por 1–0. Já no segundo jogo, realizado na Vila Belmiro, Neymar teve uma atuação melhor, e o Santos devolveu o placar por 1–0, com gol de Alan Kardec, levando a disputa para os pênaltis. O Peixe não teve muita dificuldade para vencer a equipe argentina nas penalidades. Neymar seria o quinto a cobrar, mas não chegou a fazê-lo pois a equipe praiana já havia feito uma vantagem suficiente: 4–2. Nas semifinais o Santos enfrentou o Corinthians, com o primeiro duelo realizado na Vila Belmiro. O Corinthians venceu o Santos por 1–0, gol marcado por Emerson Sheik. No segundo jogo, realizado no Pacaembu, repetindo a mesma atuação do primeiro jogo do confronto, Neymar não jogou bem, porém marcou o único gol do Santos. Este gol, porém, não foi o bastante, já que o Corinthians chegou ao empate no começo do segundo tempo e desclassificou o clube da Libertadores. Após a participação da Seleção Brasileira nas Olimpíadas de Londres, o atleta se envolveu em outra polêmica. Participou com destaque de um amistoso contra a Seleção Sueca e, após o jogo, fretou um jatinho que o levou diretamente à capital catarinense, onde o Santos enfrentou o time do Figueirense. Foi criticado por atuar em dois jogos em apenas dois dias, mas a atuação destacada do craque fez com que as críticas fossem abafadas após o jogo.

#### 2013
Durante suas férias no começo do ano, Neymar foi o centro das atenções após aparecer com um novo visual de cabelo completamente loiro. Foi assim também que ele apareceu na partida contra o Botafogo-SP pela segunda rodada do Campeonato Paulista, onde foi novamente o centro das atenções, eleito o melhor jogador em campo por suas jogadas ousadas, entre elas um lance que repercutiu bastante, onde o camisa 11 deu um chapéu num zagueiro adversário usando a sola do pé. Nesta mesma partida ainda marcou um gol. O Campeonato seguiu e Neymar continuou se destacando, ajudando o Santos a chegar a sua quinta final estadual consecutiva, entretanto o sonho do tetracampeonato foi frustrado pelo Corinthians. Neymar foi eleito o craque do campeonato, além de vice artilheiro com 12 gols marcados, e fez parte da seleção do campeonato.
No dia 25 de maio de 2013 Neymar disputou sua última partida pelo Santos no Estádio Mané Garrincha, em partida válida pela primeira rodada do Campeonato Brasileiro de 2013. O craque se emocionou e não conseguiu segurar o choro durante o hino nacional. A partida terminou 0-0.

### Barcelona

#### Polêmica na transferência

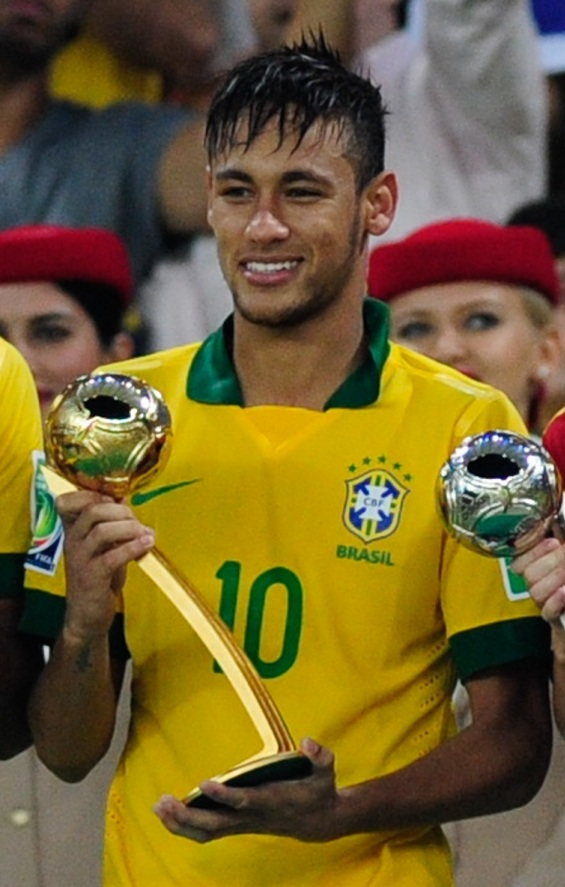
Neymar foi o melhor jogador da Copa das Confederações de 2013

A transferência de Neymar para Barcelona envolveu polêmica. Quando foi oficializada em 25 de maio de 2013, o valor divulgado da negociação era de 57 milhões de euros. No entanto, o valor total da transação pode ter sido entre 86 milhões a 95 milhões de euros.
O anúncio colocava fim a uma especulação de meses sobre a possível saída do jogador do Santos. O Real Madrid chegou a fazer uma proposta superior ao rival catalão e acreditava que poderia negociar com o clube brasileiro. Mas Neymar já estava comprometido com o clube desde novembro de 2011, antes mesmo da disputa do Campeonato Mundial de Clubes da FIFA daquele ano. Um vice-presidente do Barcelona confirmou que o jogador recebeu 10 milhões de euros em adiantamento. E caso o acordo não fosse cumprido por uma das partes, havia uma indenização a ser paga.
A Justiça espanhola resolveu investigar o caso no início de 2014, quando um dos sócios do Barcelona exigiu esclarecimentos sobre a forma pela qual o clube comprou o atacante brasileiro, confirmou-se "indícios de delitos" nos contratos entre Neymar, a empresa de seu pai e o presidente do Barcelona, Sandro Rosell. O escândalo teve como primeiro efeito a saída de Rosell do comando do clube. O novo presidente do Barcelona, Josep Maria Bartomeu, admitiu que Neymar custou 86,2 milhões de euros ao Barcelona, mas que a diferença para os 57,1 milhões de euros anunciados foram referente a luvas, parcerias sociais entre o clube e a Fundação Neymar e ações de marketing. O pai de Neymar confirmou que recebeu no total 40 milhões de euros como na negociação do seu filho para o futebol espanhol e que agiu com conhecimento de Luis Alvaro de Oliveira Ribeiro, então presidente do Santos, para negociar os termos da transferência entre o clube espanhol e o agente para julho de 2014.

#### 2013

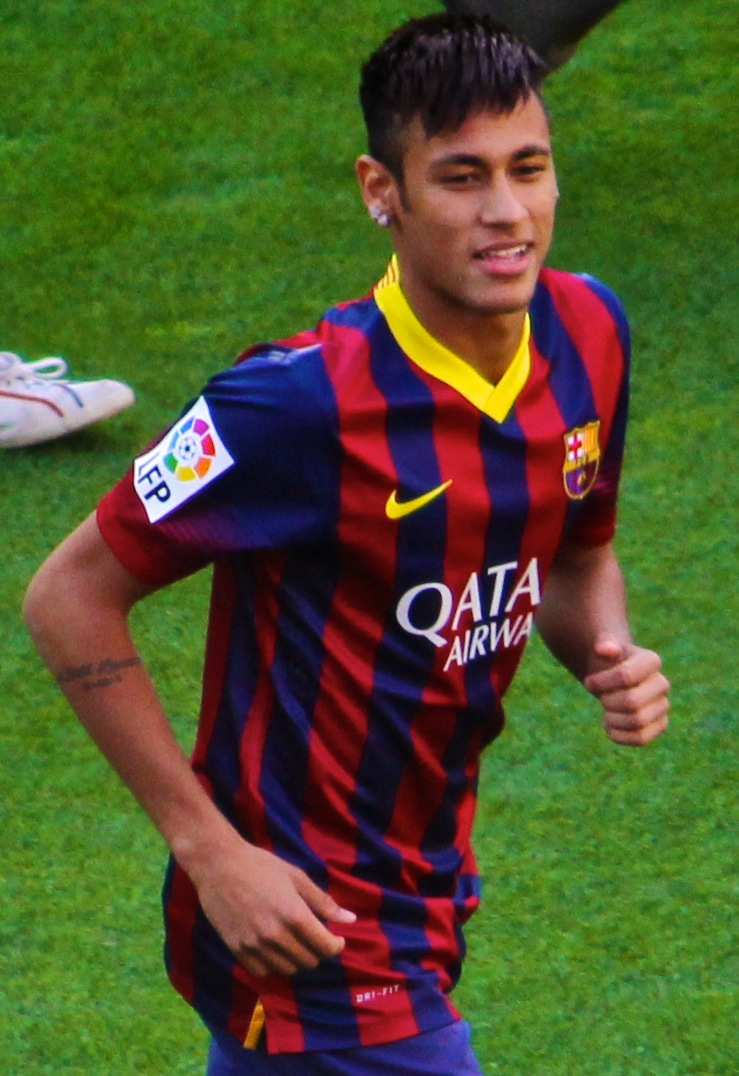
Neymar em sua apresentação pelo Barcelona em 2013

Em sua apresentação oficial na equipe catalã, Neymar foi recepcionado por 56 mil torcedores no Camp Nou e quebrou o recorde de Zlatan Ibrahimović, que em 2009, levou cerca de 50 mil ao estádio. Na sua segunda partida pelo Barcelona, enfrentou seu ex-clube, o Santos, entrando no segundo tempo, ajudando na goleada de 8–0 contra o rival, dando uma assistência para Cesc Fábregas. Fez seu primeiro gol com a camisa do Barcelona no empate por 1–1 contra o Atlético de Madrid, no estádio Vicente Calderón, no jogo de ida da Supercopa da Espanha. Na partida contra o maior rival do clube catalão, o Real Madrid, Neymar se destacou, deixando seu gol e uma assistência na vitória por 2–1, no Camp Nou em partida válida pela La Liga. No dia 11 de dezembro, Neymar marcou seu primeiro hat-trick pela equipe catalã numa goleada por 6–1 contra o Celtic, em partida válida fase de grupos da Liga dos Campeões da UEFA.

#### 2014
No dia 16 de janeiro, Neymar acabou saindo lesionado de campo aos 24 minutos do primeiro após entorse nos tendões peroneais do tornozelo direito, mas o Barcelona venceu o Getafe por 2–0. Após ficar 30 dias sem jogar, Neymar voltou a jogar pelo Barcelona fazendo um golaço na goleada por 6–0 diante do Rayo Vallecano, o atacante entrou no segundo tempo quando o jogo estava 5–0. Neymar marcou o gol do empate entre Barcelona e Atlético de Madrid por 1–1 pela Liga dos Campeões, nas quartas de finais, após passe de Andrés Iniesta. Neymar voltou a campo, após lesão na coluna durante a Copa do Mundo, num amistoso entre o Barcelona e o León do México, partida na qual marcou dois gols e ajudou na goleada de 6–0. No dia 13 de setembro de 2014 marcou dois gols na vitória do Barcelona sobre o Athletic Bilbao por 2–0. Após uma atuação apagada no clássico contra o Real Madrid, Neymar marcou dois gols na vitória por 3–0 diante do Celta de Vigo. Em seu primeiro jogo após a lesão na Copa do Mundo FIFA de 2014, Neymar marcou dois belos gols sendo um deles de calcanhar na goleada por 6–0 no León, em partida válida pelo Troféu Joan Gamper. Diante do Athletic Bilbao, o atacante brasileiro foi decisivo após entrar no segundo tempo e marcar os dois gols na vitória por 2–0, em partida válida pela La Liga. No dia 27 de setembro, Neymar marcou um hat-trick no Campeonato Espanhol, na goleada por 6–0 diante do Granada. Este jogo também marcou a marca de 400 gols na carreira do craque argentino Lionel Messi. No dia 9 de março, em partida contra o Real Sociedad, pela 36ª rodada da La Liga, o camisa 11 chegou à marca de 50 gols com a camisa do time catalão, tendo feito o segundo do jogo, que terminou em 2–0 a favor do Barça, realizado no Camp Nou.
No dia 25 de outubro, no primeiro clássico contra o Real Madrid na temporada 2014–15, Neymar marcou um belo gol após receber passe de Luis Suárez e se livrar de dois marcadores para finalizar com categoria no canto direito abrindo o placar da partida em pleno estádio Santiago Bernabéu. No dia 10 de dezembro, destacou-se na vitória por 3–1 sobre o Paris Saint Germain pela Liga dos Campeões da UEFA, na qual marcou um golaço de fora da área acertando o canto direito de Salvatore Sirigu. Com a vitória, o Barcelona avança para as oitavas de finais da competição na primeira colocação de seu grupo.

#### 2015

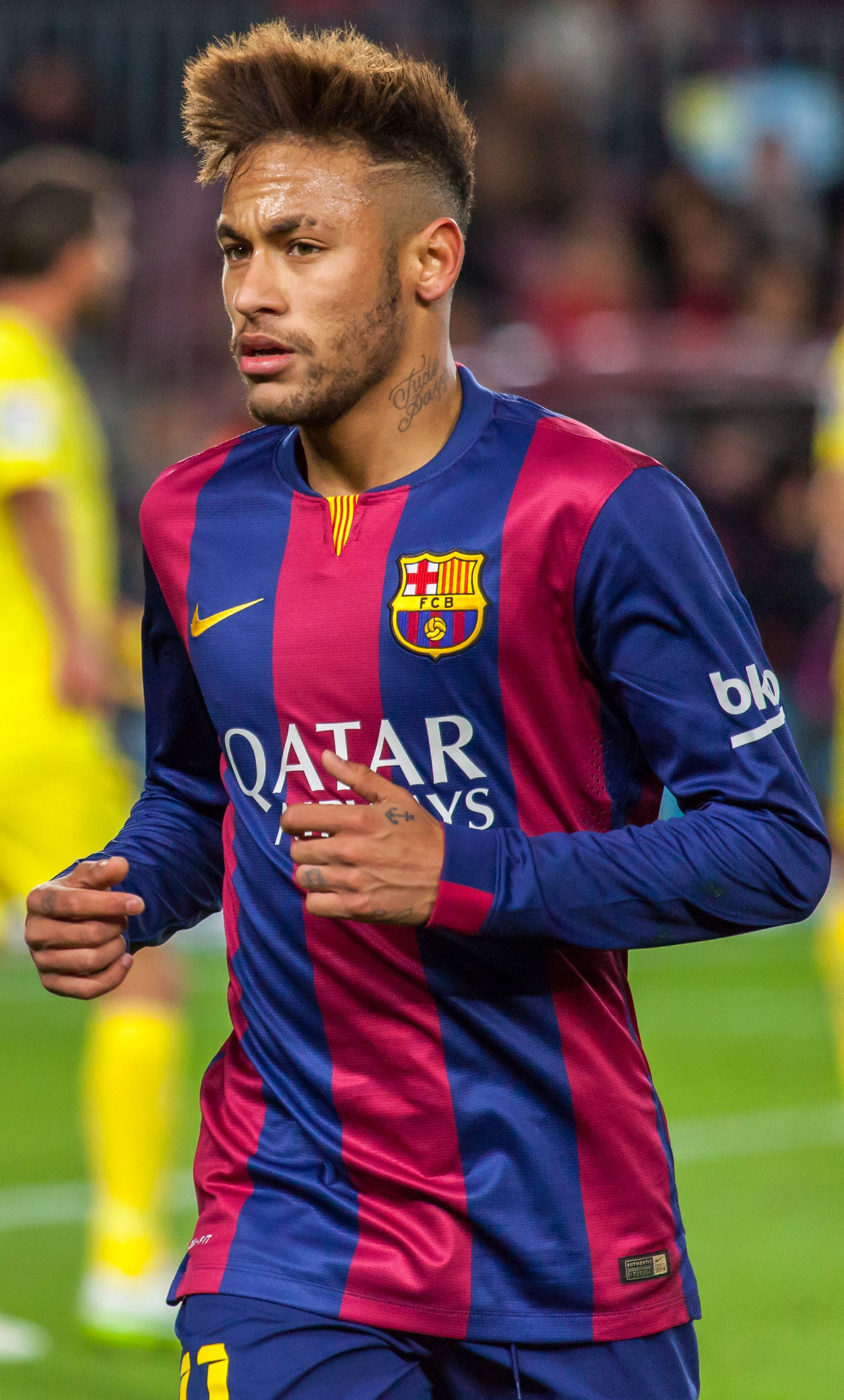
Neymar atuando pelo Barcelona em 2015

Neymar começou o ano de 2015 com uma atuação brilhante diante do Atlético de Madrid pelas quartas de final da Copa do Rei, marcando duas vezes na vitória catalã por 3–2 no estádio Vicente Calderón, assegurando sua classificação à final da competição. No dia 21 de abril, Neymar foi o protagonista da vitória que colocou o Barcelona na semifinal da Liga dos Campeões, marcando os dois gols no confronto contra o PSG (2–0) no Camp Nou, com o seu segundo gol concorrendo como um dos mais bonitos da Europa. Neymar voltou a ser protagonista na partida contra o Bayern de Munique pela semifinal da Liga dos Campeões, onde marcou os dois gols que asseguraram a classificação da equipe blaugarna para a final. O camisa 11 também teve outra grande atuação na final da Copa do Rei, ajudando o Barça a derrotar o Athletic Bilbao por 3–1 e conquistar seu segundo título na temporada. O camisa 11 marcou o segundo gol do jogo, e causou polêmica já no final da partida quando tentou aplicar uma carretilha num zagueiro adversário, sendo que este drible é considerado um desrespeito em Bilbao. Na final da Liga dos Campeões da UEFA, Neymar marcou o gol que garantiu a vitória por 3–1 e o título da tríplice coroa na temporada. Com uma grande atuação, o brasileiro foi o melhor em campo e terminou a competição entre os artilheiros, com dez gols marcados.
No dia 21 de novembro, Neymar teve uma grande atuação diante do maior rival do Barcelona, marcando um gol e dando um lindo passe de calcanhar para Andrés Iniesta marcar o quarto gol da goleada de 4–0 sobre o Real Madrid em pleno Santiago Bernabéu. Já no dia 8 de novembro, contra o Villarreal, Neymar marcou um gol antológico: aos 39 minutos do segundo tempo, o atacante brasileiro recebeu bom passe de Luis Suárez, deu um chapéu no zagueiro Jaume Costa e finalizou forte com a perna direita, sem deixar a bola cair no chão, marcando assim um golaço, o terceiro do Barcelona na partida. Com a vitória por 3–1, o clube catalão assumiu a liderança da La Liga. Em dezembro Neymar disputou a final do Mundial de Clubes, contra o River Plate. Apesar de não ter tido uma atuação brilhante, o atacante deu assistências importantes e fez belas jogadas individuais, ajudando o Barça a vencer por 3–0 e conquistar seu quinto título no ano.

#### 2016
No dia 11 de janeiro, Neymar participou da premiação da FIFA de melhores do ano de 2015. O brasileiro concorreu pela primeira vez ao prêmio da Bola de Ouro da FIFA, sendo o primeiro jogador brasileiro a estar na disputa desde que Kaká, em 2007, venceu o prêmio. Por coincidência o prêmio foi entregue pelo próprio Kaká, entretanto, Neymar ficou em 3°. Além disso Neymar também fez parte do time ideal da FIFA, juntamente com outros três brasileiros: Daniel Alves, Thiago Silva e Marcelo. Junto a todo o elenco do Barcelona, Neymar compareceu ao memorial em homenagem ao ídolo Johan Cruijff, que havia falecido em 24 de março. A vestimenta de Neymar foi o que chamou atenção: o craque apareceu usando um chapéu para trás e óculos escuros, peças inapropriadas para a ocasião. Neymar não foi perdoado das críticas, sendo inclusive chamado de "arrogante" pelo comentarista Paulo César Vasconcellos.
Após um período sem balançar as redes, Neymar virou alvo de críticas dos torcedores do Barcelona, sendo cobrado não só pela falta de futebol, mas também pelo "excesso de raiva". Voltou a balançar as redes somente na final da Copa do Rei diante do Sevilla, marcando o segundo gol da vitória catalã por 2–0, que deu o título do "doblete" (Campeonato Espanhol e Copa do Rei) ao Barça. Neymar encerra a temporada 2015–16 com 31 gols marcados em 50 partidas disputadas.
Devido a sua presença com a Seleção Brasileira durante as Olimpíadas no Rio de Janeiro, além dos dois jogos pelas Eliminatórias da Copa do Mundo de 2018, Neymar só fez sua estreia pelo Barcelona na temporada 2016–17 no confronto contra o Alavés pela 4ª rodada do Espanhol, na qual o Barça sofreu sua primeira derrota na competição, um 2–1 em pleno Camp Nou.
Em seu segundo jogo na temporada, o atacante se redimiu. Neymar foi um dos protagonistas da goleada sobre o Celtic por 7–0, em partida válida pela primeira rodada da fase de grupos da Liga dos Campeões da UEFA. Além de marcar um lindo gol de falta, o brasileiro deu quatro assistências, sendo o primeiro jogador a atingir tal marca em uma única partida na história da competição. O camisa 11 voltou a ser destaque na partida seguinte, ajudando o Barça a golear o Leganés por 5–1, fora de casa, em partida válida pela 5ª rodada do Campeonato Espanhol. Além de ter marcado o terceiro gol do jogo e sofrido o pênalti convertido por Messi no segundo tempo, o brasileiro fez diversas jogadas e ainda chamou as atenções quando discutiu com seu companheiro de equipe, o meia Rafinha.
Em 24 de setembro, Neymar se destacou na goleada sobre o Sporting Gijón por 5–0, em partida válida pela sexta rodada da La Liga. O brasileiro foi autor de dois gols e teve grande atuação, sendo eleito o melhor jogador em campo na ausência de Messi.
Encerrou 2016 em baixa no Barcelona, marcando poucos gols pela temporada 2016–17 e ficando de fora da disputa da Bola de Ouro da FIFA, terminando em quinto colocado.

#### 2017
Começou 2017 recebendo diversas críticas devido a uma atuação apagada no jogo de ida da semifinal da Copa do Rei contra o Atlético de Madrid, no dia 1 de fevereiro. Se redimiu com uma atuação brilhante três dias depois, na vitória por 3–0 sobre o Athletic Bilbao pela La Liga. No dia 12 de fevereiro, Neymar marcou um gol na goleada por 6–0 sobre o Alavés, em partida válida pela La Liga. Com este gol, o camisa 11 superou o ídolo Ronaldinho Gaúcho e chegou a marca de 95 gols pelo clube, tornando-se o terceiro brasileiro a marcar mais gols pelo clube catalão, atrás somente de Rivaldo e Evaristo de Macedo.
Destacou-se no dia 1 de março, na goleada por 6–1 sobre o Sporting de Gijón que colocou o Barça na liderança do Campeonato Espanhol. Nesse jogo o camisa 11 marcou um belíssimo gol numa cobrança de falta e atingiu a marca de 100 gols pelo clube. Ainda nesta partida deu assistências para Luis Suárez e Lionel Messi. Já na partida seguinte, no dia 4 de março, contra o Celta de Vigo, o camisa 11 voltou a se destacar e marcou um belíssimo gol por cobertura, ajudando o time catalão a golear por 5–0.
Pelas oitavas de final da Liga dos Campeões da UEFA, Neymar foi um dos grandes destaques da vitória que classificou o Barcelona para as quartas de final no que foi considerado um milagre. Apesar da derrota no jogo de ida por 4–0 para o Paris Saint Germain, o Barça conseguiu virar o placar agregado vencendo o segundo jogo por 6–1 no Camp Nou com dois gols do camisa 11, sendo um de falta e outro de pênalti. Além disso foi dele também a assistência para o gol da classificação marcado por Sergi Roberto no último lance do jogo. Foi aplaudido de pé no dia 19 de março, no Camp Nou, após realizar uma linda jogada individual durante a partida contra o Valencia, válida pelo Campeonato Espanhol. Na jogada, o brasileiro arrancou desde a defesa num rápido contra-ataque e cercado por dois marcadores, driblou, invadiu a área e tocou para André Gomes dar números finais a vitória do Barça por 4–2.
Em 2 de abril, na vitória do Barcelona por 4–1 sobre o Granada, em partida válida pela La Liga, Neymar teve uma grande atuação, marcando seu centésimo gol com a camisa do clube catalão, e ainda dando uma assistência.
No primeiro jogo da pré-temporada 2017–18, em amistoso contra a Juventus pela International Champions Cup de 2017, marcou os dois gols na vitória do Barça por 2–1. Alguns dias depois faria sua possível despedida do time catalão num amistoso contra o Real Madrid, na qual sua equipe venceu por 3–2.
Seu último gol pelo Barcelona foi no dia 26 de julho, numa vitória por 1–0 contra o Manchester United, válida pela International Champions Cup.

### Paris Saint-Germain

#### 2017–18

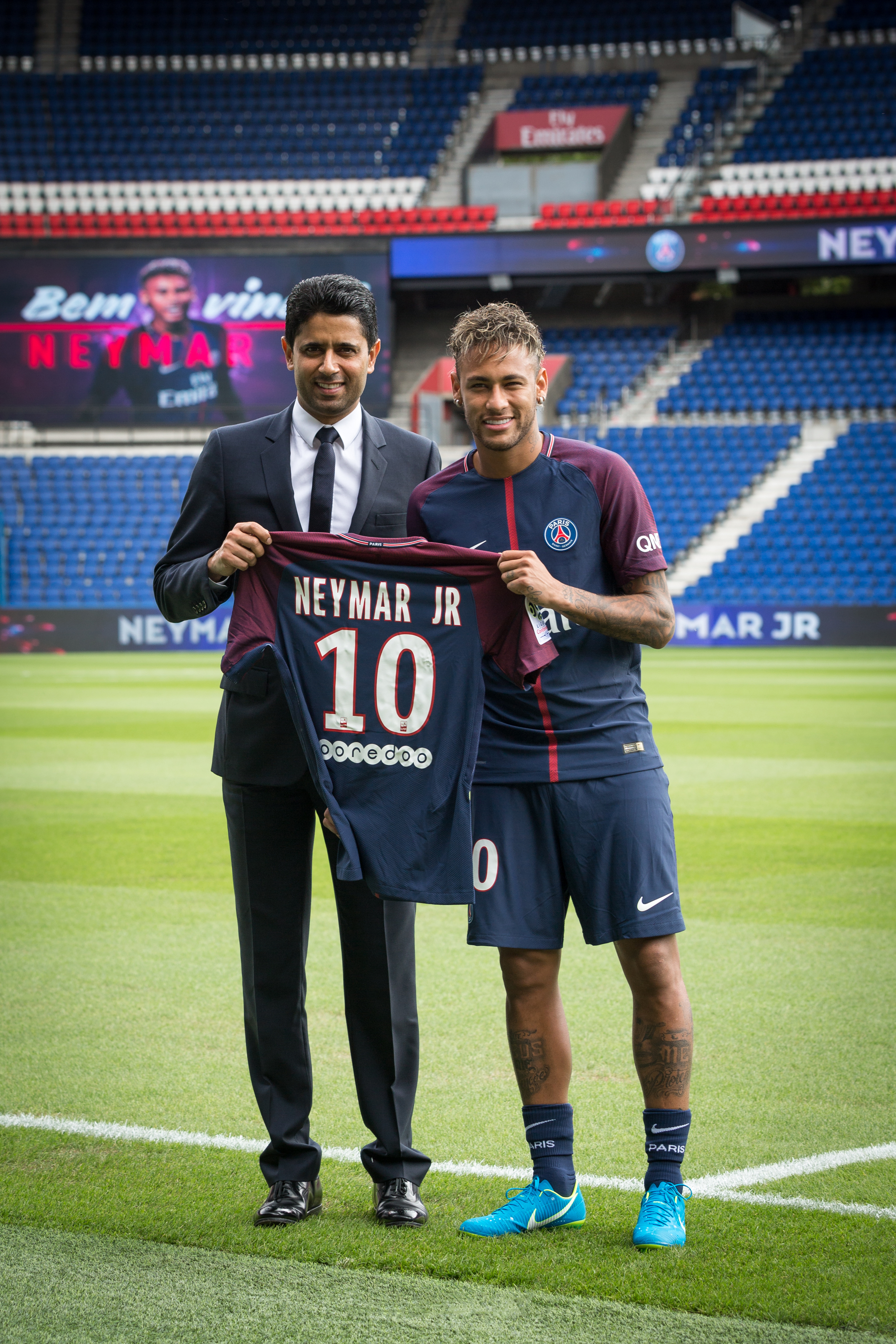
Neymar e Nasser Al-Khelaïfi durante sua apresentação no PSG, em 2017

Em 2 de agosto de 2017, o Barcelona anunciou, por meio de um comunicado oficial, a saída de Neymar do clube. O Paris Saint-Germain pagou a multa rescisória de 222 milhões de euros (R$ 821,4 milhões na cotação do dia) pelo atacante, transformando Neymar no jogador mais caro de todos os tempos. No dia 3 de agosto, o Barcelona comunicou que recebeu o pagamento da multa, rescindindo oficialmente seu contrato com a equipe espanhola e estando livre para assinar com o Paris Saint-Germain. Horas depois, ele foi anunciado de forma oficial pelo Paris Saint-Germain, assinando contrato até junho de 2022. O atleta recebeu a camisa 10 do Paris e foi apresentado no Estádio Parc des Princes diante de 40 mil pessoas no dia 5 de agosto, antes de uma partida entre o clube de Paris e o Amiens válido pela Ligue 1.
Fez sua estreia em 13 de agosto de 2017, pela segunda rodada do Campeonato Francês, contra o Guingamp, no Stade du Roudourou. Nesse jogo, Neymar participou do lance do primeiro gol, contra, deu assistência pro gol de Edinson Cavani e fechou o placar ao completar passe deste, marcando seu primeiro gol com a camisa do Paris Saint-Germain, e fechando a vitória por 3–0. Na rodada seguinte, jogando pela primeira vez em casa, no Parc des Princes, contra o Toulose, teve atuação de destaque na goleada por 6-2: marcou o primeiro e o último gol do PSG, deu assistência para o segundo de Adrien Rabiot e para o quinto de Layvin Kurzawa, além de ter sofrido o pênalti que resultou no quarto gol da equipe parisiense, convertido por Cavani. Em 8 de setembro, pela quinta rodada rodada da Ligue 1 contra o Metz, no Stade Saint-Symphorien, deu assistência para o primeiro gol da partida, marcado por Cavani, e marcou o terceiro na vitória por 5–1. Na primeira rodada da fase de grupos da Liga dos Campeões da UEFA, contra o Celtic, na Escócia, abriu o placar após receber um passe de Rabiot, além de ter dado a assistência para o segundo gol do jogo, marcado por Kylian Mbappé, em jogo que terminou 5–0, mantendo sua média de um gol e uma assistência por jogo.

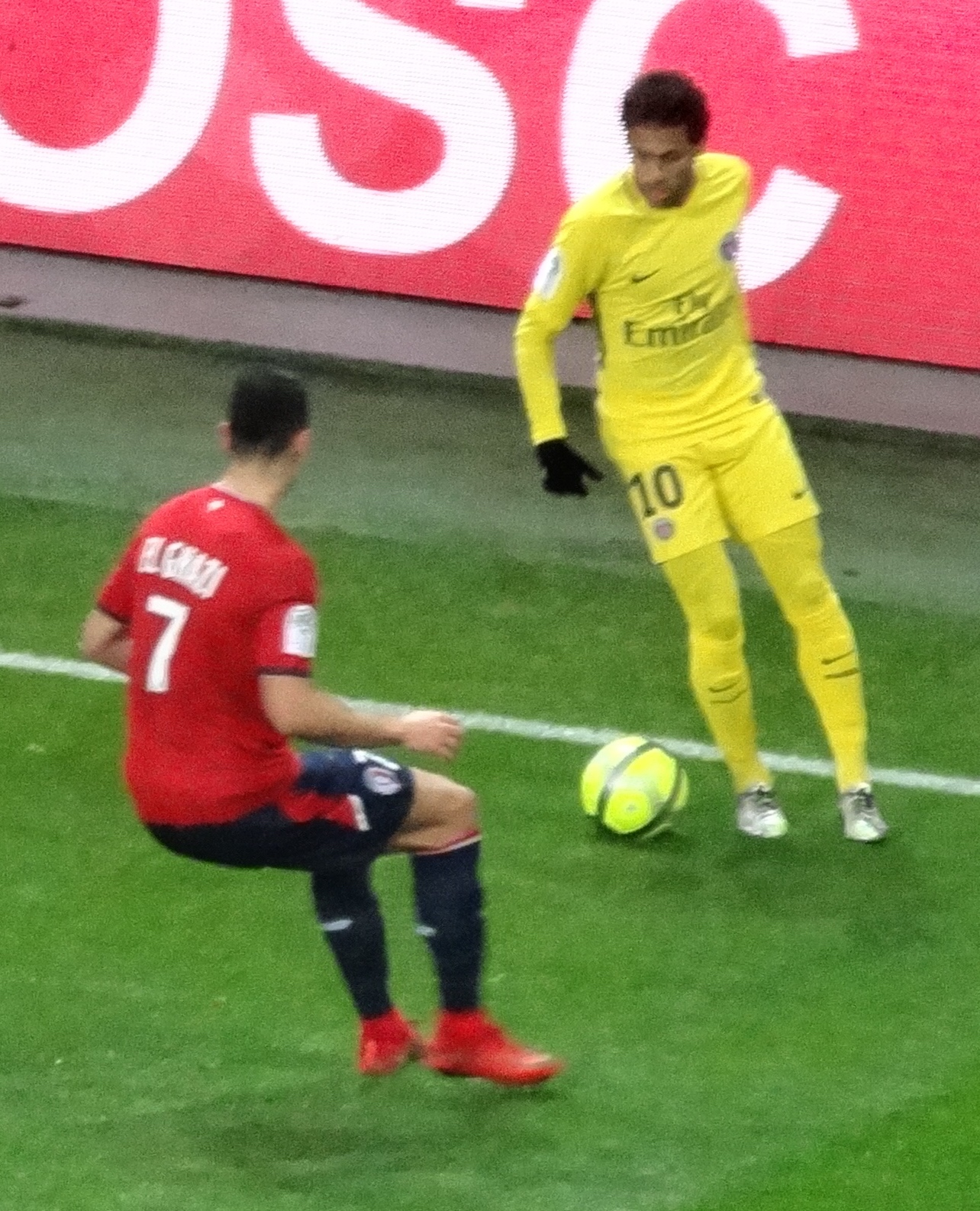
Neymar atuando pelo PSG em fevereiro de 2018

Na partida seguinte pela Liga, diante do Bayern de Munique, no Parc des Princes, teve uma atuação de gala, marcando um gol e dando assistência para o gol de Daniel Alves, depois de fazer uma linda jogada individual. Em 30 de setembro, destacou-se numa partida contra o Bordeaux válida pela Ligue 1, marcando um golaço de falta e outro de pênalti, na goleada por 6–2. Fez mais um pela terceira rodada da fase de grupos da Liga dos Campeões onde ajudou na vitória fora de casa sobre o Anderlecht por 4–0 mantendo o aproveitamento de 100% do time parisiense na principal competição europeia a nível de clube. Fez mais um de falta no clássico contra o Olympique de Marseille que terminou 2–2, mesmo jogo em que sofreu sua primeira expulsão pelo PSG. Em 31 de outubro marcou um dos golaços que concorreu como mais bonito da quarta rodada da fase de grupos da Liga dos Campeões, o gol foi marcado numa bela finalização de fora da área na vitória sobre o Anderlecht por 5–0 no Parc des Princes, resultado que já classificou o time de Paris para as oitavas de final.
No dia 22 de novembro, igualou-se a Rivaldo entre os brasileiros com mais gols marcados em Liga dos Campeões da UEFA. O feito foi alcançado com os dois tentos que o camisa 10 marcou na goleada por 7–1 diante do Celtic, no Parc des Princes. Nessa partida, Neymar foi eleito o melhor em campo.
Em 17 de janeiro, marcou quatro vezes na goleada por 8–0 sobre o Dijon, além de ter dado duas assistências para os gols de Ángel Di María e Kylian Mbappé. Dez dias depois ele voltou a jogar pelo PSG, após se recuperar de uma lesão no tornozelo, e teve uma grande atuação na vitória por 4–0 sobre o Montpellier em que assumiu a vice artilharia da Ligue 1, onde marcou dois gols nesta partida e ainda participou da jogada do gol histórico do uruguaio Edinson Cavani.
Em 25 de fevereiro, Neymar sofreu uma fratura no quinto metatarso do pé direito, em jogo contra o Olympique de Marseille. O jogador foi liberado pelo PSG para operar com o médico da Seleção Brasileira, Rodrigo Lasmar, que deu prazo de três meses para a volta do atacante aos gramados.

#### 2018–19
Após a Copa do Mundo FIFA de 2018, Neymar ganhou férias e perdeu a pré-temporada, não participando da International Champions Cup. Se reapresentou em 2 de agosto, dois dias antes do primeiro jogo oficial do Paris Saint-Germain, pela Supercopa da França contra o Monaco. Começou a partida no banco de reservas, entrando nos 15 minutos finais na goleada por 4–0. Em 12 de agosto de 2018, Neymar marcou seu primeiro gol na temporada numa vitória por 3–0 contra o Caen, válida pela 1ª rodada da Ligue 1. Na rodada seguinte, marcou o primeiro gol no triunfo por 3–1 sobre o Guingamp. Em 25 de agosto, assinalou o terceiro gol da vitória por 3–1 sobre o Angers, ao receber passe de Kylian Mbappé no Parc des Princes. Em 1 de setembro, marcou o gol inicial da vitória por 4–2 sobre o Nîmes, após completar passe de Thomas Meunier. Em 18 de setembro contribuiu com uma assistência para o gol de Mbappé na derrota de 3–2 para o Liverpool, válida pela Liga dos Campeões. Cinco dias após o duelo na Champions, o brasileiro deu mais uma assistência, dessa vez para Meunier, numa vitória por 3–1 sobre o Rennes, em jogo da Ligue 1. Já no dia 26 de setembro, contra o Reims, Neymar marcou mais uma vez e deu passe para Edinson Cavani marcar o terceiro na goleada por 4–1. O atacante marcou mais dois gols no dia 29 de setembro, num triunfo por 3–0 contra o Nice, fora de casa, pelo Campeonato Francês.
Pela fase de grupos da Liga dos Campeões, Neymar teve atuação emblemática na vitória por 6–1 sobre o Estrela Vermelha válida pela segunda rodada, onde marcou três gols, sendo dois de falta, e foi eleito como o melhor jogador da partida. Quatro dias após a goleada sobre o clube sérvio, Neymar marcou e deu assistência para um dos quatro gols de Mbappé em partida disputada contra o Lyon. Em 2 de novembro, diante do Lille, ele marcou o segundo gol da vitória por 2–1 sobre o até então vice líder do Campeonato Francês ao receber passe de Mbappé. No dia 11 de novembro, Neymar marcou e deu assistência para gol de Edinson Cavani na vitória por 4–0 sobre o Mônaco em pleno Stade Louis II, casa do clube do principado. 17 dias mais tarde, no dia 28 de novembro de 2018, em duelo contra o Liverpool pela Champions, ele marcou o segundo gol da vitória por 2–1, no Parc des Princes, e com esse gol se tornou o futebolista brasileiro que mais balançou as redes pela competição, superando Kaká.
No dia 2 de dezembro, contra o Bordeaux, Neymar marcou o primeiro gol do confronto, que terminou empatado por 2–2 no Stade Matmut Atlantique, pondo fim, até então, ao 100% de aproveitamento do PSG no Campeonato Francês. Na última rodada da fase de grupos da Liga dos Campeões, Neymar marcou o segundo gol do confronto e contribuiu com assistência para gol de Kylian Mbappé, o quarto no 4–1 sobre o Estrela Vermelha, classificando o clube francês em primeiro lugar de seu grupo. Na estreia em 2019, marcou o segundo gol e deu assistência para o gol de Julian Draxler na vitória de 4–0 sobre o GSI Pontivy válida pela Copa da França. Em 9 de janeiro, apesar do gol marcado por ele, o PSG não conseguiu segurar o resultado e acabou sendo eliminado da Copa da Liga pelo Guingamp. Na 21ª rodada do Francês, o PSG aplicou uma sonora goleada sobre o mesmo Guingamp de 9–0, Neymar marcou duas vezes, Mbappé e Cavani três gols cada e Meunier fechou a conta para o clube parisiense. No dia 23 de janeiro, contra o Strasbourg, Neymar pisou em falso no gramado e sentiu dores na mesma região do quinto metatarso do pé direito lesionado em 2018, após tentar voltar a partida o camisa 10 foi substituído por Moussa Diaby. Dias seguintes ao incidente, o PSG divulgou o prazo de recuperação do atacante, estipulado em 10 semanas. A lesão fez o brasileiro perder importantes jogos, ele ficou fora das oitavas de final da Liga dos Campeões contra o Manchester United, na qual os ingleses venceriam os parisienses em uma virada dentro do Parc des Princes e se classificariam para a fase seguinte enquanto o PSG amargava a terceira eliminação consecutiva nas oitavas.

#### 2019–20
Durante a pré-temporada, Neymar manifestou seu desejo de deixar o Paris Saint-Germain, segundo o dirigente do clube, Leonardo. Vários clubes chegaram a negociar sua contratação, entre eles o Real Madrid e o Barcelona. Durante as negociações, Neymar foi afastado do clube, passando a treinar separado do elenco principal. Após o fechamento da janela de transferências, e sem acordo com nenhum clube, voltou a ser reintegrado, sendo confirmado como titular na partida contra o Strasbourg, em duelo válido pela quinta rodada da Ligue 1. No mês de setembro marcou seu primeiros gols na temporada decidindo duas partidas pelo Campeonato Francês, ambas vencidas pelo PSG pelo placar mínimo: o primeiro tento foi contra o Strasbourg, no dia 14, e o segundo contra o Lyon, no dia 22.
Teve bons resultados nas oitavas de final da Liga dos Campeões contra o Borussia Dortmund, na partida de ida, disputada no "Westfalenstadion", Neymar marcou mas não conseguiu evitar a derrota por 2–1, que contou com brilho do centroavante norueguês Erling Haaland. Foi decisivo na partida de volta ao marcar novamente, dessa vez com um gol de cabeça dentro da área, na vitória parisiense por 2–0, o que representou a primeira ida do PSG às quartas de final após três anos caindo nas oitavas.
Depois de três anos seguidos caindo nas quartas de final da Liga dos Campeões da UEFA, finalmente Neymar consegue a tão sonhada ida para a semifinal na competição com o Paris Saint-Germain passando por uma das maiores surpresas da edição, a Atalanta. Sendo peça principal do PSG, Neymar teve uma atuação de gala, dando assistência para Marquinhos marcar o 1° gol, e criou a jogada para Mbappé dar o passe para Choupo-Moting sacramentar a vitória do Paris Saint-Germain aos 48 minutos do segundo tempo, por 2–1 e de virada, igualando a melhor campanha da história do time na competição. Na semifinal, o PSG venceu o RB Leipzig por 3–0, com assistência de Neymar para o segundo gol e garantiu sua primeira final na história. Nessa mesma partida, Neymar ainda entrou no top 10 de jogadores com mais assistências na história da Champions. De acordo com dados oficiais da UEFA, este foi o 26º passe para o gol do craque brasileiro, empatando com Fàbregas, Luis Suárez e Zlatan Ibrahimović na oitava posição.
Na final da Liga dos Campeões da UEFA, Neymar teve atuação apagada e o PSG foi derrotado por 1–0 pelo Bayern de Munique, ficando assim com o vice-campeonato e sem o principal objetivo da temporada.

#### 2020–21
Uma temporada onde começou poucos dias após a final da Champions League, era bastante promissora para o Neymar e companhia, porém já no segundo jogo da temporada, no dia 13 de setembro, Neymar se envolveu num caso de racismo com o jogador Álvaro González, do Olympique de Marseille, que segundo o brasileiro, soltou termos racistas contra o próprio nos minutos finais da partida perdida pelo PSG. Houve uma repercussão negativa para o lado do espanhol, porém Neymar acabou sendo punido, recebendo dois jogos de suspensão por uma agressão física após o envolvido.
Ficou cinco jogos fora por conta de uma lesão no tornozelo, começando a final da Supercopa da França, contra o o Olympique de Marseille, no banco. Neymar entrou somente no segundo tempo e marcou o segundo gol da vitória por 2–1, após converter o pênalti sofrido por Mauro Icardi. Com a conquista da terceira Supercopa da França seguida, esse foi o seu 31º título oficial na carreira.

#### 2021–22
Mesmo com o título da Ligue 1 e a marca inédita de 100 gols nas três equipes em que jogou na carreira, Neymar acumulou uma marca negativa com o PSG. O atacante terminou a temporada 2021–22 com o menor número de gols desde que chegou à Europa, em 2013. Neymar precisou lidar de novo com lesões que o tiraram de ação por meses, suspensões e a irregularidade do time. O brasileiro teve 21 participações em gols, com 13 marcados e oito assistências, somando as atuações pelo Campeonato Francês e pela Liga dos Campeões da UEFA.

#### 2022–23
A temporada no PSG começou conturbada, com indícios de uma possível crise entre Neymar e outra estrela do time, o atacante Kylian Mbappé. Logo após a vitória do PSG sobre o Montpellier, no dia 13 de agosto, o clima no vestiário piorou por conta da polêmica dos pênaltis no confronto. A polêmica se deu devido a Mbappé ter desperdiçado o primeiro pênalti a favor do PSG, por volta dos 21 minutos do primeiro tempo. Vinte minutos depois, o Paris Saint-Germain teve outro pênalti a seu favor e, após conversar com Mbappé, Neymar bateu e converteu a cobrança. O brasileiro ainda marcou mais um gol, de cabeça, e o PSG goleou o Montpellier por 5–2.
Neymar voltou a ter grande atuação em mais uma goleada, dessa vez contra o Lille, no dia 21 de agosto. Além de ter marcado dois gols na vitória do PSG por 7–1, o atacante ainda deu três assistências, sendo duas para o francês Mbappé, deixando para trás qualquer polêmica entre ambos. Com os gols marcados, Neymar chegou a cinco na Ligue 1 e isolou-se na artilharia da competição.
Em 14 de janeiro de 2023, Neymar foi um dos anunciados pela FIFA como concorrente ao prêmio de melhor jogador do mundo, o The Best 2022. Embora tenha sofrido com algumas lesões, ficando de fora em 15 partidas, o atacante teve bom desempenho sempre que esteve apto e saudável, com uma boa média de participações em gols. Neymar terminou a temporada com 29 jogos disputados, 18 gols marcados e 16 assistências distribuídas.

#### Saída
Ao final da temporada 2022–23, o clube francês iniciou uma reformulação no elenco e não renovou com grandes nomes como Sergio Ramos e Lionel Messi. Em seguida, com a chegada do treinador Luis Enrique, Neymar e Marco Verratti também foram informados de que não estariam nos planos da equipe. Assim, o atacante deixou o PSG com 173 jogos e 118 gols marcados em seis temporadas, sendo o 4º maior artilheiro da história do clube, atrás de Kylian Mbappé, Edinson Cavani e Zlatan Ibrahimović. Em nota divulgada no dia 15 de agosto, o Paris Saint-Germain divulgou uma carta de agradecimento com diversos elogios para o brasileiro.
| “                    | É sempre difícil dizer adeus a um jogador tão excepcional quanto Neymar, um dos melhores do mundo. Nunca esquecerei o dia em que ele chegou ao Paris Saint-Germain e o que ele trouxe para o nosso clube e para o projeto nos últimos seis anos. Vivemos grandes momentos e Neymar sempre fará parte da nossa história. Quero agradecer a Neymar e sua família. Desejamos a Neymar o melhor para o futuro e sua próxima aventura. | ” |
| — Nasser Al-Khelaïfi | |   |

### Al-Hilal
Foi anunciado oficialmente pelo Al-Hilal no dia 15 de agosto de 2023. Na transação, o clube saudita pagará 90 milhões de euros (R$ 485 milhões) ao PSG para contar com o atacante em seu elenco pelas próximas duas temporadas. Maior contratação feita por um clube não europeu na história, Neymar terá um salário astronômico de 80 milhões de euros por ano (R$ 430 milhões). O jogador estreou pelo Al-Hilal no dia 15 de setembro, na goleada por 6–1 sobre o Al-Riyadh, válida pela 6ª rodada do Campeonato Saudita. Ele saiu do banco aos 18 minutos do segundo tempo, deu uma assistência para Malcom e ainda participou de outros três gols. Marcou seu primeiro gol pelo clube árabe no dia 3 de outubro, em partida válida pela fase de grupos da Liga dos Campeões da AFC, fazendo o segundo gol da equipe na vitória por 3–0 sobre o clube iraniano Nassaji Mazandaran. Dias depois, numa partida da Seleção Brasileira contra o Uruguai, Neymar sofreu uma grave lesão no joelho esquerdo que o fez ficar sem jogar por um ano. Em 21 de outubro de 2024, após recuperar-se da lesão, Neymar voltou a jogar pelo Al-Hilal na partida contra o Al Ain, pela Liga dos Campeões da AFC, tendo entrado em campo aos 31 minutos do segundo tempo. O Al-Hilal venceu a partida por 5–4.
Em 27 de janeiro de 2025, foi noticiado que Neymar havia rescindido seu contrato com o Al-Hilal.

### Retorno ao Santos
Dias após a rescisão com o clube árabe, em 31 de janeiro, o Santos anunciou oficialmente o retorno de Neymar. Segundo o portal ge, o atacante assinou um contrato de seis meses, válido até junho de 2025. Neymar fez sua reestreia pelo Santos em 5 de fevereiro, contra o Botafogo-SP, pelo Campeonato Paulista, na Vila Belmiro; a partida terminou empatada em 1–1. Fez seu primeiro gol desde seu retorno pouco menos de duas semanas depois, ao marcar, de pênalti, o gol que abriu o placar da vitória por 3–1 sobre o Água Santa, também na Vila Belmiro.

## Seleção Nacional

### Sub-17
Pelas Seleções de base do Brasil, Neymar defendeu a Sub-17, em 2009, e a Sub-20, em 2011. Pelo Sub-17, participou do Copa do Mundo FIFA Sub-17 de 2009, onde o Brasil foi eliminado logo na primeira fase da competição. Neymar marcou um gol na partida de estreia, contra o Japão, vencida pelo Brasil por 3–2. Posteriormente, o Brasil sofreu duas derrotas por 1–0, para México e Suíça, e foi precocemente eliminado da competição.

### Sub-20
Pelo Sub-20, por outro lado, obteve resultados melhores. Fez parte do elenco campeão do Campeonato Sul-Americano de 2011, resultado que garantiu a vaga brasileira nas Olimpíadas de 2012. Logo na primeira partida, marcou os quatro gols da vitória por 4–2 sobre o Paraguai. Ao fim do Sul-Americano, foi também o artilheiro do torneio, com nove gols.

### Sub-23

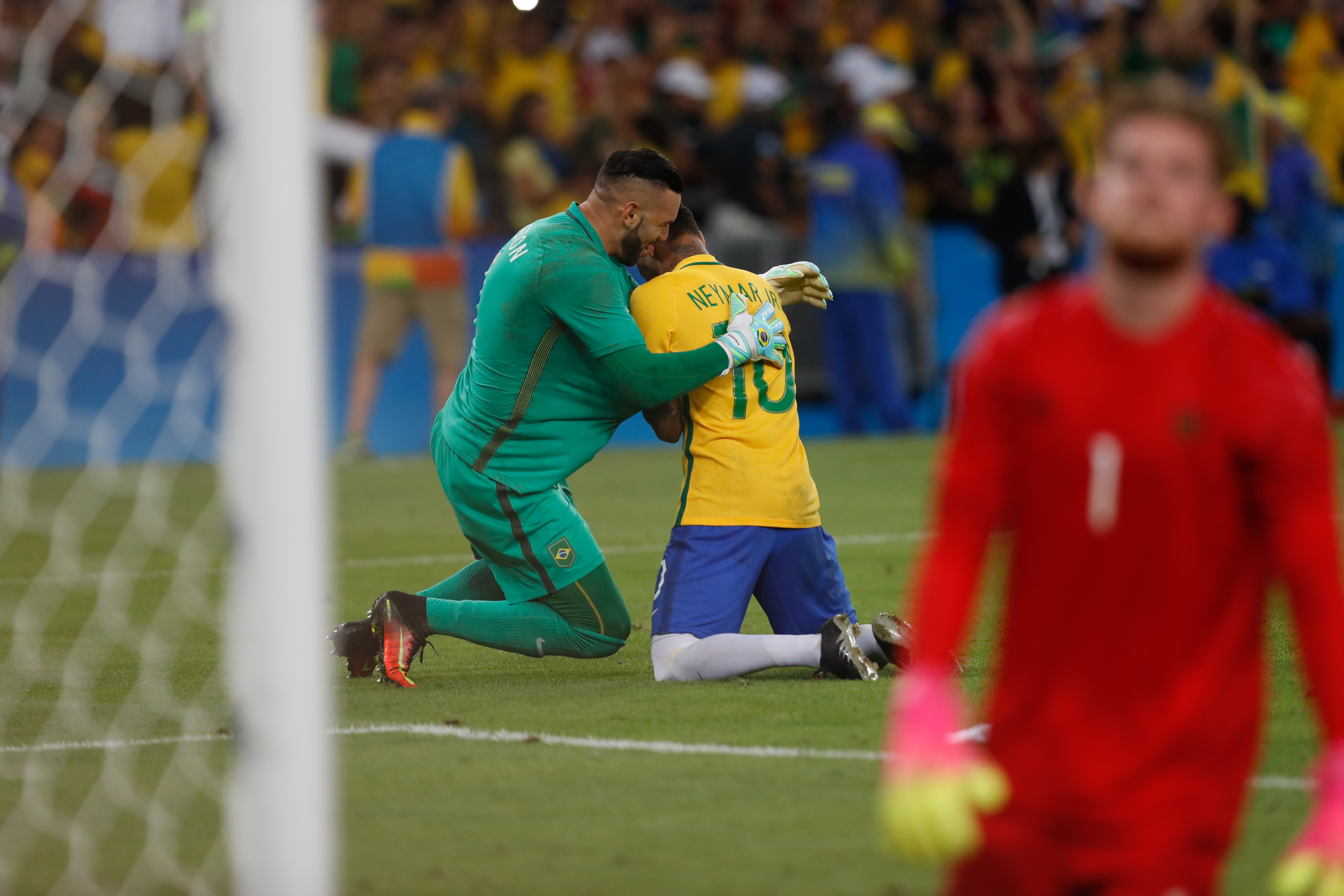
Neymar (ao centro) emocionado após converter o pênalti que deu o título dos Jogos Olímpicos ao Brasil

Nas Olimpíadas de Londres, Neymar marcou três gols e deu quatro assistências. Mas na final, não jogou bem e o Brasil perdeu para o México, ficando com a medalha de prata.
Já durante os Jogos Olímpicos de 2016, Neymar foi escolhido para ser capitão da Seleção durante o torneio, vestindo a camisa 10. Após dois jogos apagados contra a África do Sul e Iraque, que geraram muita crítica a postura da Seleção nas Olimpíadas que corria risco de ser eliminada na primeira fase, Neymar ao lado de jogadores como Gabigol, Gabriel Jesus e Luan foram fundamentais para a vitória por 4–0 diante da Dinamarca que classificou o Brasil para a próxima fase. Contra a Colômbia em uma bela cobrança de falta marcou seu primeiro gol na competição, jogo esse que gerou muito polêmica em virtude da forma em que os jogadores colombianos cometiam faltas nos jogadores brasileiros, no fim o jogo terminou 2–0 para o Brasil. Na semifinal contra Honduras, Neymar abriu o placar logo aos 14 segundos de jogo, superando o recorde de gol mais rápido da história dos Jogos Olímpicos. Nesse mesmo jogo, o camisa 10 ainda marcaria mais um e ajudaria o Brasil a golear por 6–0. Na final diante da Alemanha, Neymar marcou novamente em cobrança de falta, abrindo o placar para o Brasil no jogo, mas Max Meyer empatou para os visitantes e a partida acabou indo para os pênaltis. Neymar converteu a última cobrança e o Brasil conquistou o inédito ouro olímpico.

### Principal

#### Início
Em 2010, após se destacar no Santos, houve um grande clamor popular para que Neymar fosse convocado para a Copa do Mundo FIFA daquele ano, realizada na África do Sul. Mas Dunga, então treinador da Seleção Brasileira, preferiu não levar o atacante para o Mundial, alegando que o jogador não tinha nenhuma experiência com a Seleção principal. O técnico alegou também que o jogador não tinha muita experiência no Santos, pois só tinha começado a jogar como titular no Peixe em fevereiro daquele ano. Já Jorginho, que era auxiliar de Dunga, disse que o treinador não teve como testar Neymar antes da Copa e que Dunga tinha uma filosofia de não levar nenhum jogador que não tivesse sido testado em nenhum jogo.
Neymar recebeu sua primeira convocação no dia 26 de julho de 2010, sendo chamado pelo técnico Mano Menezes, que havia acabado de assumir o cargo. A convocação era para um amistoso contra os Estados Unidos, em Nova Jérsia. Titular no ataque ao lado de Robinho e Alexandre Pato, Neymar teve boa atuação e abriu o placar na vitória por 2–0. Aos 28 minutos do primeiro tempo, de cabeça, o jogador marcou seu primeiro gol com a camisa canarinha.
Após ficar de fora da convocação seguinte devido ao seu atrito com Dorival Júnior no Santos, Neymar foi chamado novamente pela Seleção no dia 29 de outubro para outro amistoso, desta vez contra a grande rival Argentina. O jogador teve uma atuação razoável na partida, mas não pôde evitar a derrota por 1–0, com o gol sendo marcado por Lionel Messi. No ano seguinte continuou sendo chamado por Mano, agora para um amistoso contra a Escócia, realizado em 27 de março de 2011. Foi nessa partida que o atacante teve sua melhor atuação até então pela Seleção, marcando os dois gols da vitória por 2–0, um deles de pênalti, sofrido por ele próprio.

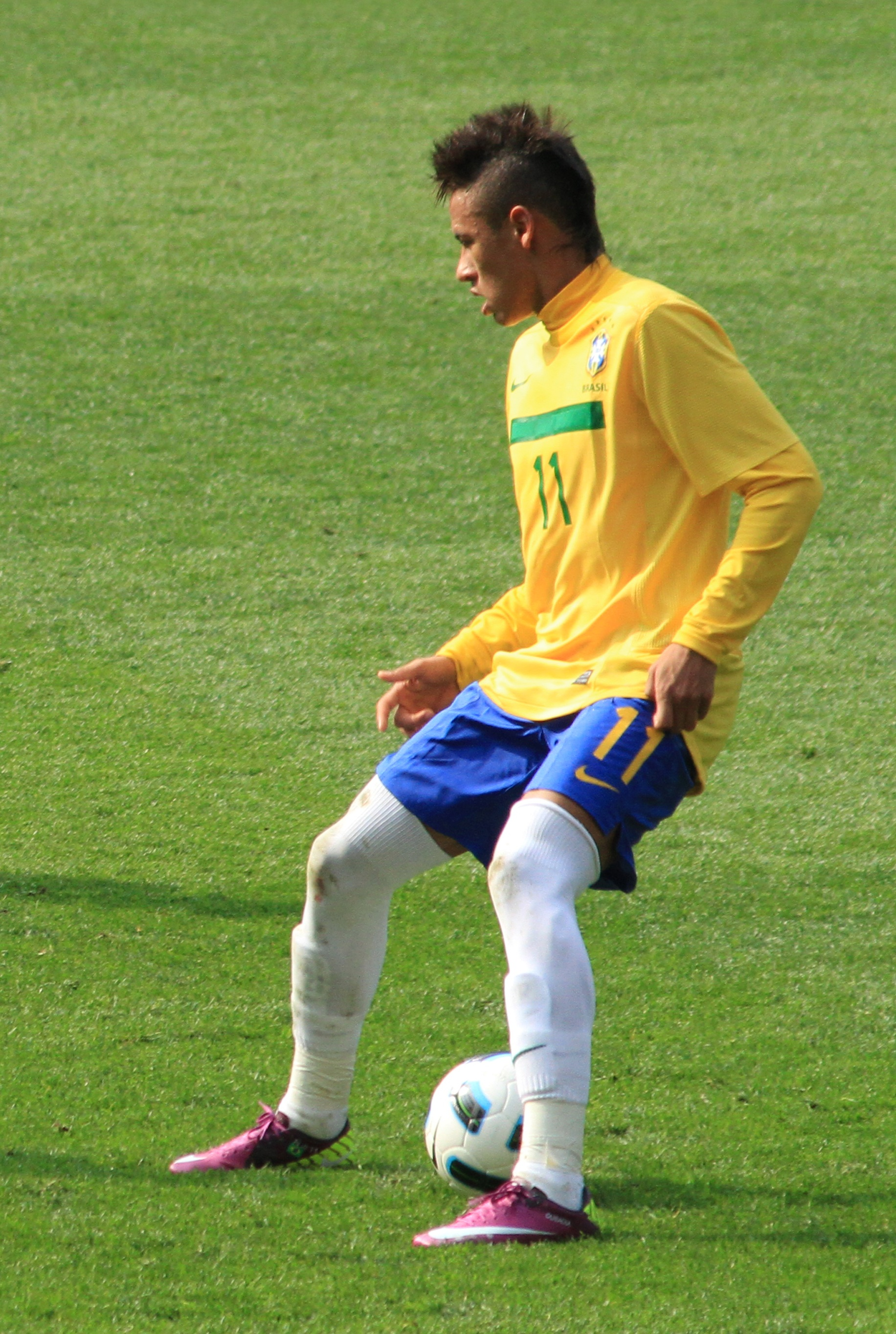
Neymar durante partida contra a Escócia, em 27 de março de 2011

#### 2011 e 2012: Copa América e amistosos
Em junho, atuou em mais dois amistosos: um empate em 0–0 contra a Holanda e uma vitória por 1–0 contra a Romênia. Nestes dois jogos teve atuações abaixo do esperado, mas foi o autor da assistência para o gol de Fred na vitória pelo placar mínimo sobre os romenos. Após esta partida, Mano Menezes anunciou a lista de convocação do Brasil para a Copa América, e incluiu Neymar, que disputara seu primeiro torneio pela Seleção principal. Neymar chegou à Argentina, sede da Copa América, como o principal protagonista. Após a conquista da Copa Libertadores com o Santos, era apontado pelos jornalistas esportivos como o jogador em melhor forma entre os 23 convocados. Na partida de estreia, contra a Venezuela, esteve durante os 90 minutos em campo e não pôde evitar o empate em 0–0. No jogo seguinte, agora frente ao Paraguai, novamente fez muito pouco e chegou a ser vaiado quando foi substituído por Fred, que poucos minutos após sua entrada marcou o gol que garantiu o empate por 2–2. Seu desempenho inicial na Copa América foi abaixo das expectativas: nos dois primeiros jogos, pouco finalizou e teve números abaixo do que vinha apresentando em seu clube. No jogo seguinte, contra o Equador, marcou dois gols na vitória por 4-2 e ajudou a garantir o Brasil na primeira colocação do grupo, tendo o Paraguai como adversário nas quartas-de-final.
Contra os paraguaios, veio a eliminação da Seleção Brasileira: após um 0-0 durante o tempo normal e prorrogação, a Seleção Paraguaia acabou saindo vencedora na disputa por pênaltis, com os brasileiros errando todas as quatro cobranças. Neymar havia sido novamente substituído por Fred ainda antes do final da prorrogação, logo, não participou das cobranças.
Para o primeiro amistoso após a Copa América, contra a Alemanha, em Estugarda, Mano Menezes anunciou a lista de convocação no dia 25 de julho, e incluiu Neymar. Como a Seleção Brasileira não disputou as eliminatórias por ter sido a sede da Copa do Mundo posterior, amistosos foram muito comuns nos meses seguintes. Na partida, Neymar marcou o segundo gol brasileiro, mas a Alemanha sagrou-se vencedora. Dias depois, além do amistoso contra Gana, o atacante foi convocado para as partidas do Superclássico das Américas, contra a Argentina. No primeiro jogo, empate em 0–0. Já no segundo jogo, 2–0 para o Brasil, com o segundo gol marcado por Neymar. Foi seu primeiro título com a seleção. Logo na semana seguinte ao Superclássico, foi o autor do único gol da vitória sobre a Costa Rica num outro amistoso. Após um amistoso com atuação discreta no final de fevereiro, numa vitória por 2–1 contra a Bósnia, Neymar disputou seu segundo jogo pela seleção em 2012 frente aos Estados Unidos, já em preparação para as Olimpíadas de Londres. O treinador Mano Menezes convocou em sua grande maioria jogadores com idade olímpica (abaixo de 23 anos), e Neymar foi um dos destaques da partida, marcando o primeiro gol de pênalti e dando assistência para os dois seguintes. A partida terminou com o placar de 4–1.

#### 2013: Copa das Confederações

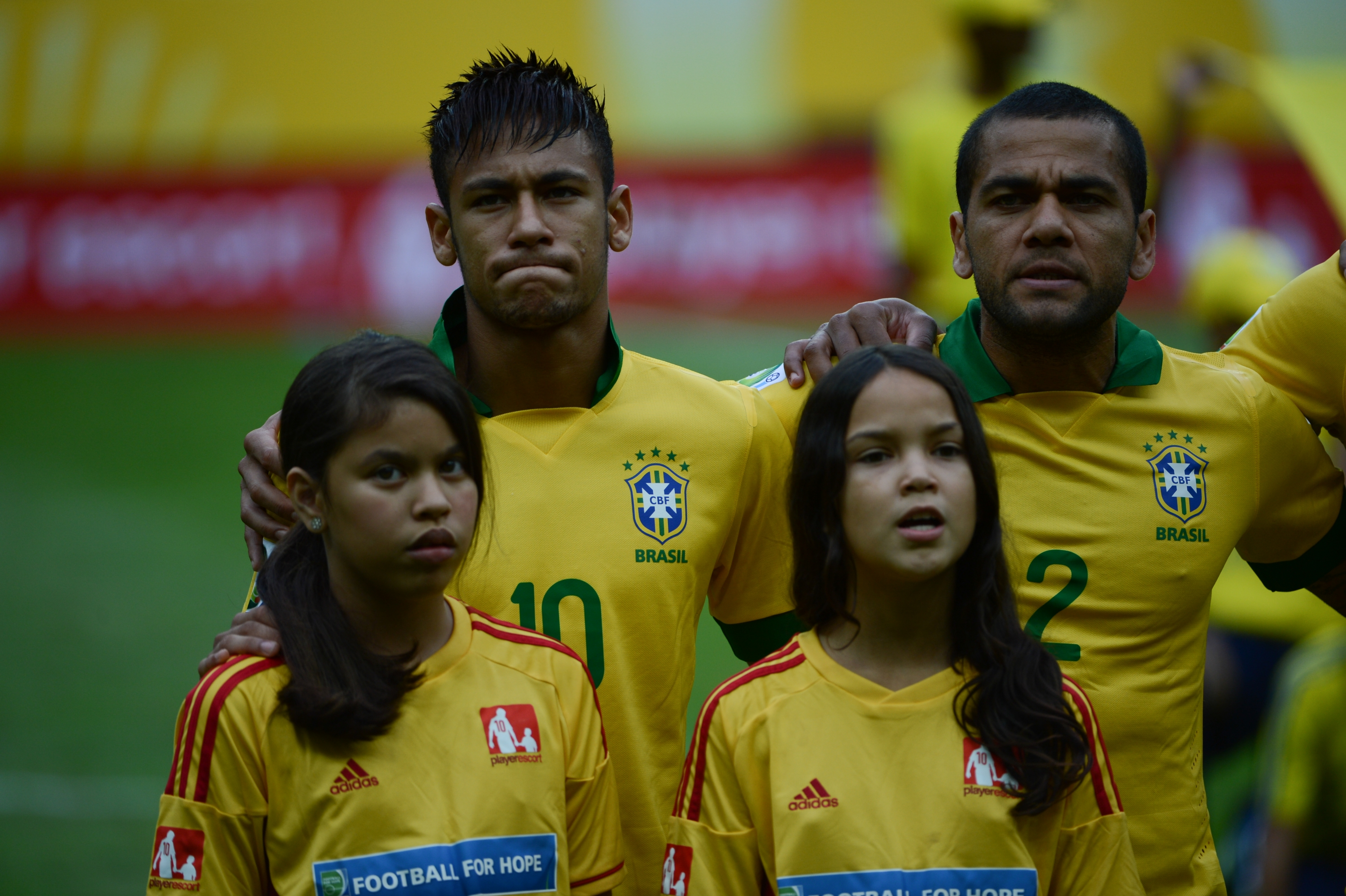
Neymar e Daniel Alves minutos antes da partida contra o Japão pela Copa das Confederações

Como já era previsto, Neymar esteve presente na lista dos convocados do técnico Luiz Felipe Scolari para a disputa da Copa das Confederações FIFA de 2013. Ao invés da tradicional camisa 11 que vestia na Seleção Brasileira e no Santos, o atacante vestiu a camisa de número 10 na competição, antes utilizada pelo meia Oscar. No jogo de estreia do Brasil diante do Japão, Neymar marcou seu primeiro gol na competição após pegar a bola e bater de primeira, o que lhe rendeu indicação ao Prémio Puskás de gol mais bonito do ano (acabou perdendo o prêmio para o sueco Zlatan Ibrahimović). O jogo terminou 3–0 para o Brasil. Neymar voltou a ser protagonista novamente na vitória por 2–0 contra o México, em que marcou o primeiro gol e fez uma bela jogada para o segundo gol, marcado por Jô. Com o triunfo, o Brasil garantiu a classificação da seleção para a fase final da competição.
Diante da Itália, Neymar foi eleito pela terceira vez seguida o melhor jogador em campo na vitória por 4–2, em que marcou um belo gol de falta. Vitória que classificou o time como líder do grupo A. Na final, contra a campeã mundial do momento, a Espanha, foi eleito novamente o melhor jogador em campo, jogo em que teve grande atuação e marcou um dos três gols na vitória por 3–0. Ao fim da Copa das Confederações, Neymar terminou como vice-artilheiro da competição (ao lado do uruguaio Abel Hernández), foi eleito o melhor jogador da competição (Bola de Ouro) e esteve presente na seleção da competição.

#### 2014: Copa do Mundo no Brasil

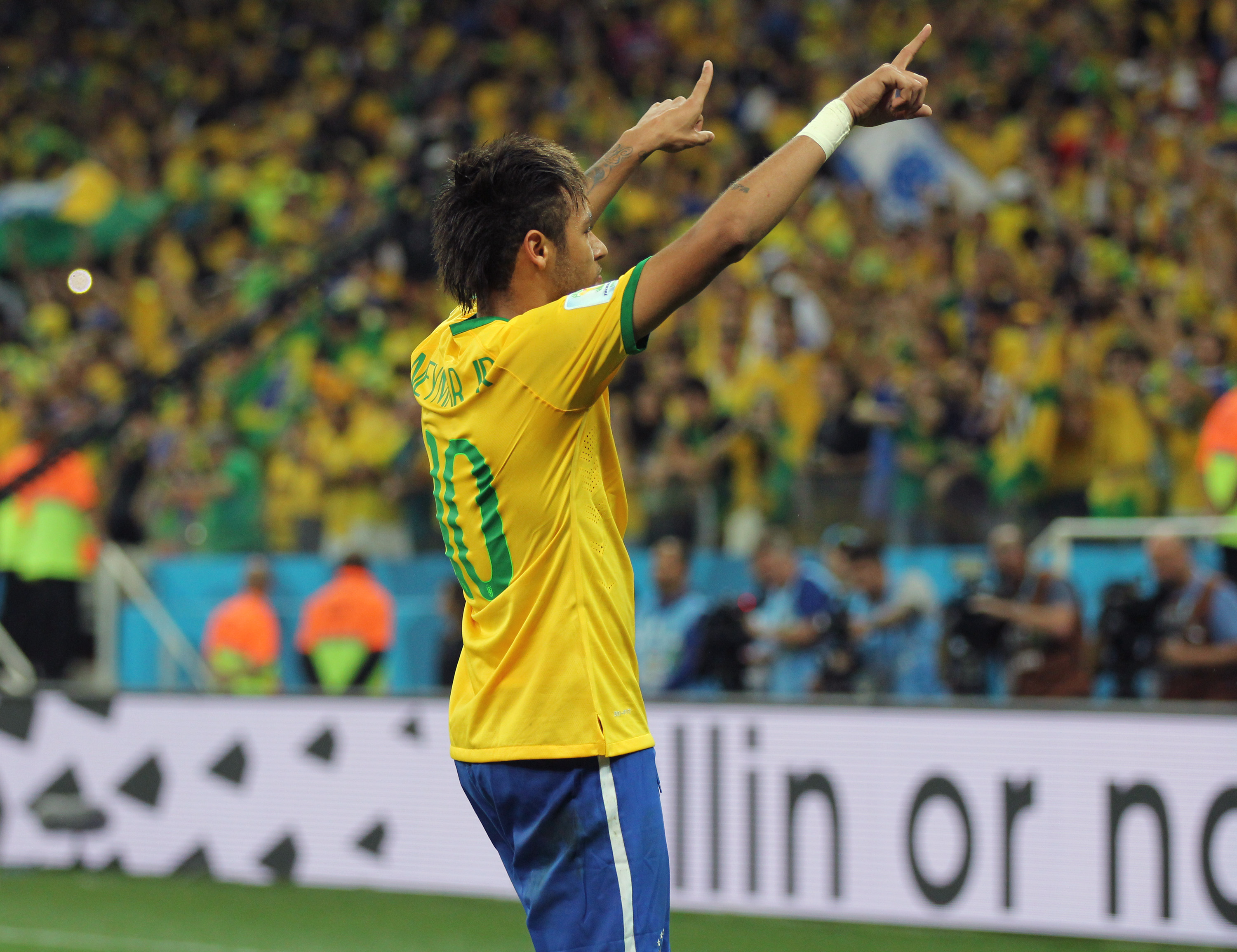
Neymar comemorando a vitória sobre a Croácia na estreia da Copa do Mundo de 2014

Esteve na lista dos 23 convocados para a Copa do Mundo FIFA de 2014. Na partida de abertura da Copa do Mundo contra a Croácia na Arena Corinthians, Neymar foi decisivo marcando dois gols na virada por 3–1, sendo com isso eleito o melhor em campo. Na terceira partida da fase de grupos, Neymar foi novamente decisivo marcando dois gols na goleada por 4–1 em cima da Seleção Camaronesa, no Estádio Mané Garrincha. Com isso, foi eleito o melhor jogador da partida. Na partida seguinte, já pela fase mata-mata, o Brasil enfrentou o Chile num jogo duro e truncado, mas acabou se classificando nos pênaltis após um empate por 1–1 no tempo normal e na prorrogação. Neymar teve atuação apagada na partida, mas mesmo assim participou do único gol do Brasil, marcado por David Luiz, e foi decisivo na disputa de pênaltis, na qual converteu a última cobrança que classificou o Brasil para a próxima fase. Já pelas quartas de final, contra a Colômbia, veio o baque. O Brasil venceu por 2–1 e avançou, porém Neymar saiu lesionado após sofrer uma dura entrada do lateral Juan Camilo Zúñiga. O acontecimento moveu o país e muitos apontaram o fato como um dos principais motivos pela eliminação da Seleção na partida seguinte, contra a Alemanha (que acabaria conquistando o Mundial). Nesse jogo contra a Colômbia realizado em Fortaleza, no dia 4 de julho, Neymar foi atingido nas costas por uma joelhada de Zúñiga durante uma disputa de bola. Chorando, o brasileiro foi retirado de campo por uma maca e levado diretamente para um hospital na região. Os resultados dos exames constataram uma fratura na terceira vértebra lombar, levando-o a ficar de quatro a seis semanas em tratamento e impossibilitando-o, assim, de continuar disputando a Copa do Mundo pela Seleção Brasileira, classificada para as semifinais contra a Alemanha. O Brasil acabou ficando com o quarto lugar na competição.

#### Pós-Copa

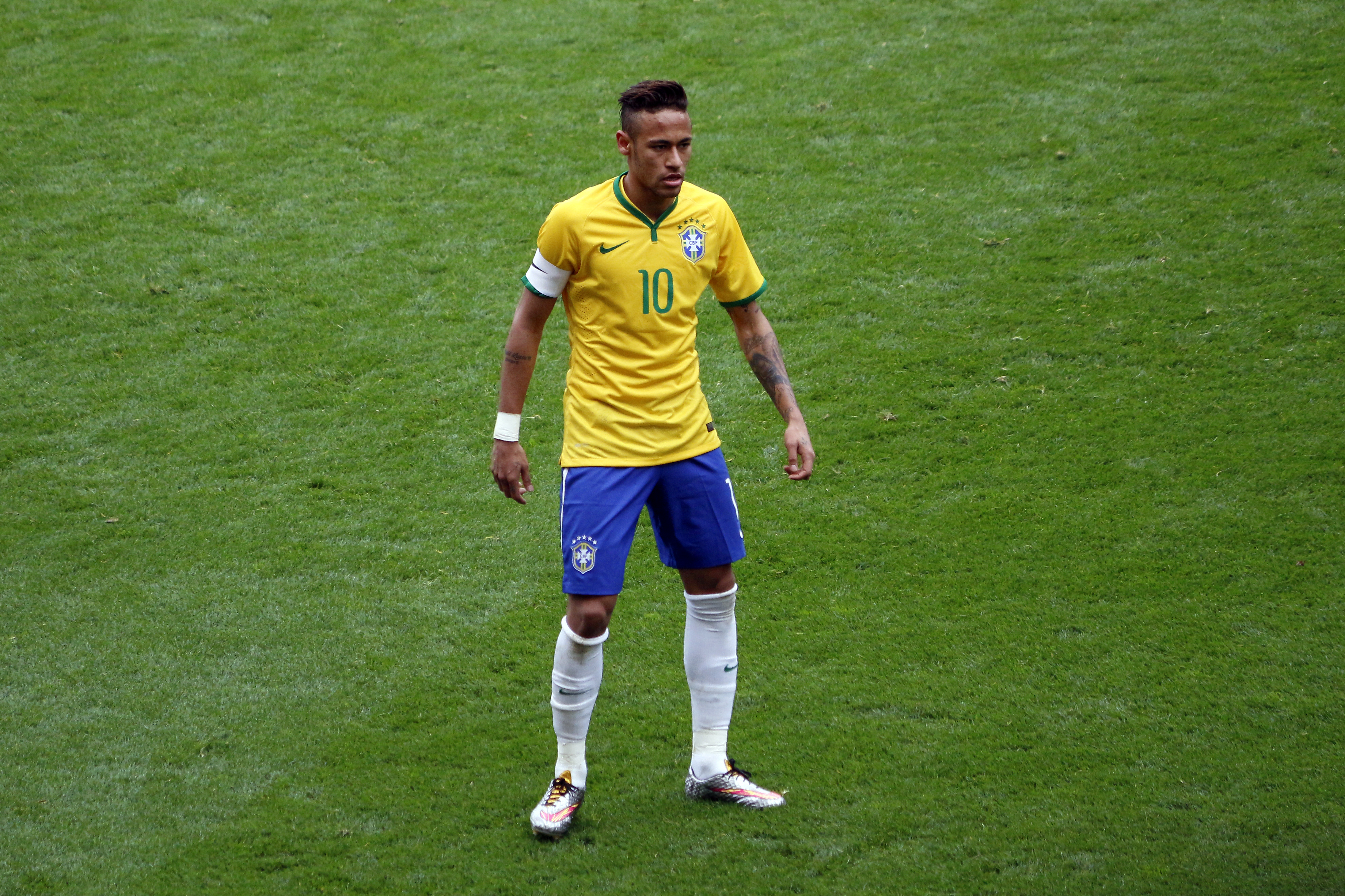
Neymar atuando pela Seleção em 2015, contra o Chile

Logo na primeira partida após a Copa do Mundo, já na estreia do técnico Dunga, Neymar marcou um gol de falta, dando a vitória sobre a Colômbia por 1–0. Em seguida teve grande atuação num amistoso contra o Japão, onde marcou os quatro gols da goleada brasileira por 4–0. Na partida seguinte, mais uma goleada por 4–0, Neymar fez dois gols, foi destaque na goleada sobre a Turquia e terminou o jogo aplaudido de pé. Ainda em 2014, teve uma atuação apagada num amistoso contra a Áustria em que o Brasil venceu por 2–1.
Neymar se destacou num amistoso contra a França em janeiro de 2015 em pleno Stade de France, onde marcou um gol e ajudou na vitória por 3–1.

#### 2015: Expulsão na Copa América
Em 2015, Neymar disputou a Copa América no Chile e se destacou na primeira rodada: marcou um gol e deu o passe para Douglas Costa marcar nos acréscimos e garantir a vitória sobre o Peru por 2–1. Na segunda rodada Neymar foi expulso, e acabou pegando suspensão de quatro partidas. Os primeiros efeitos foram sentidos logo nessa partida e a seleção acabou derrotada pela Colômbia por 1–0. No restante da competição, sem Neymar, a Seleção acabou pagando vexame mais uma vez e foi eliminada nas quartas de finais pelo Paraguai. Foi a segunda vez seguida que a Seleção perdeu para o Paraguai nas penalidades de uma competição continental.
Ainda em 2015, o Brasil iniciou o caminho para a Copa do Mundo FIFA de 2018 nas Eliminatórias da copa, Neymar participou dos últimos jogos contra a Argentina (1–1) e Peru (3–0), mas acabou sendo apagado em campo nos dois jogos e marcou só um gol que acabou sendo marcado como impedido contra o Peru.

#### 2016: Protagonismo pós-Olimpíada
Apesar da insistência da CBF em contar com Neymar nas Olimpíadas do Rio de 2016 e na Copa América Centenário, o Barcelona liberou o atleta para jogar apenas as Olimpíadas. Sem ele a Seleção passou vexame na Copa América, sendo eliminada na fase de grupos após derrota para o Peru por 1–0, com um polêmico gol de mão. O craque utilizou as redes sociais para mostrar indignação com a melancólica eliminação e chamou de babaca os críticos da Seleção. Essa postagem foi bastante censurada pela mídia, em especial pelo ex-jogador Roberto Rivellino, que chamou o próprio Neymar de babaca.
Após tantas críticas, Neymar voltou a viver grande fase com a camisa da Seleção depois de vencer o inédito título olímpico, se destacando nos jogos pelas eliminatórias, ajudando o Brasil a ficar na liderança da mesma. O Brasil fez mais seis jogos pelas Eliminatórias, na primeira partida, Neymar foi destaque fazendo um gol e uma assistência na vitória por 3–0 contra o Equador, já na segunda, foi fundamental na vitória sobre a Colômbia por 2–1 com um gol e uma assistência. Após isso, fez um gol na vitória contra a Bolívia (5–0). Na partida esperada contra a Argentina em novembro, válida pelas eliminatórias, Neymar teve uma de suas melhores atuações com a camisa da seleção, tendo feito um gol e comandado a vitória por 3–0 no Mineirão.

#### 2017: Destaque nas Eliminatórias
Em 28 de março de 2017, na vitória do Brasil sobre o Paraguai por 3–0, pelas Eliminatórias da Copa do Mundo, Neymar foi destaque da partida, marcando um golaço, e ainda participando no gol anotado por Marcelo. O camisa 10 brasileiro ainda teve pênalti perdido e gol anulado. Alguns dias antes havia sido um dos principais destaques da goleada sobre o Uruguai por 4–1 em Montevidéu, onde fez um gol por cobertura e deu três assistências para Paulinho, além de ter feito diversas jogadas individuais, como de costume. Neymar terminou as eliminatórias em terceiro na artilharia, tendo marcado um total de seis gols, atrás do uruguaio Edinson Cavani (10 gols) e dos quatro jogadores que marcaram sete gols (Lionel Messi, Gabriel Jesus, Alexis Sánchez e Felipe Caicedo).

#### 2018: Copa do Mundo na Rússia

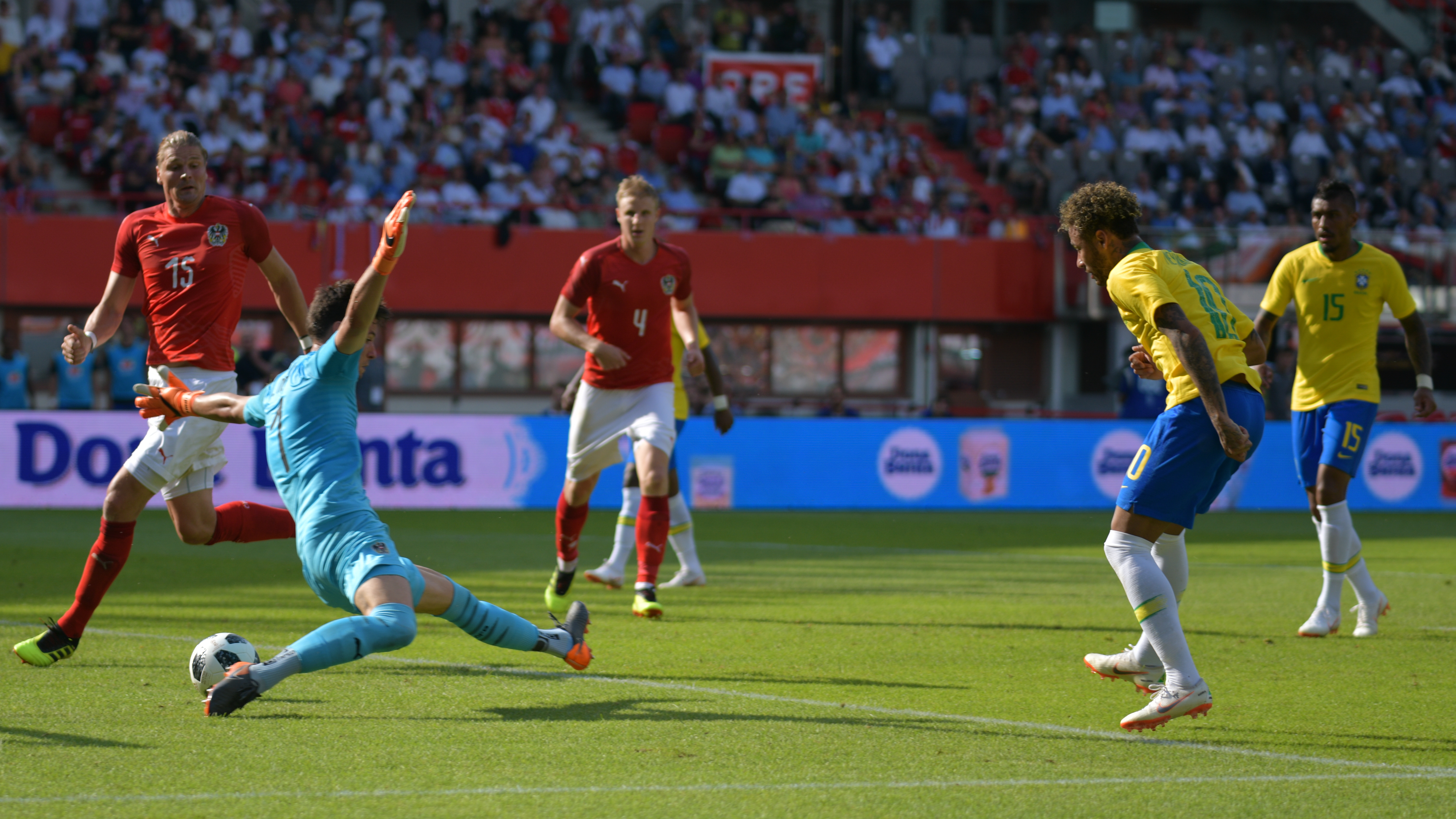
Neymar em amistoso antes da Copa do Mundo de 2018

Devido a uma lesão sofrida em fevereiro, Neymar só voltou a atuar duas semanas antes do mundial, nos amistosos pré-copa. Segundo a comissão técnica da Seleção, o jogador só alcançaria os 100% de sua performance na segunda fase do torneio.
Na primeira partida, contra a Suíça, Neymar foi muito marcado pelos adversários, tendo sofrido 10 faltas. Este foi o maior número de faltas sofrido por um jogador em uma partida de Copa do Mundo desde a partida entre Inglaterra e Tunísia, na Copa do Mundo FIFA de 1998, quando o inglês Alan Shearer sofreu 11 faltas. As 10 faltas sofridas pelo jogador brasileiro renderam três cartões amarelos para os suíços.
No dia 22 de junho, em partida válida pela 2ª rodada da fase de grupos da Copa do Mundo FIFA de 2018, Neymar marcou seu primeiro gol na edição do campeonato contra a Costa Rica completando assistência de Douglas Costa. Tento esse que o fez superar Romário e ser o quarto maior artilheiro da história da Seleção Brasileira. Foi o gol mais tardio, em tempo normal, das Copas do Mundo, sendo feito sete minutos após os 90 regulamentares.

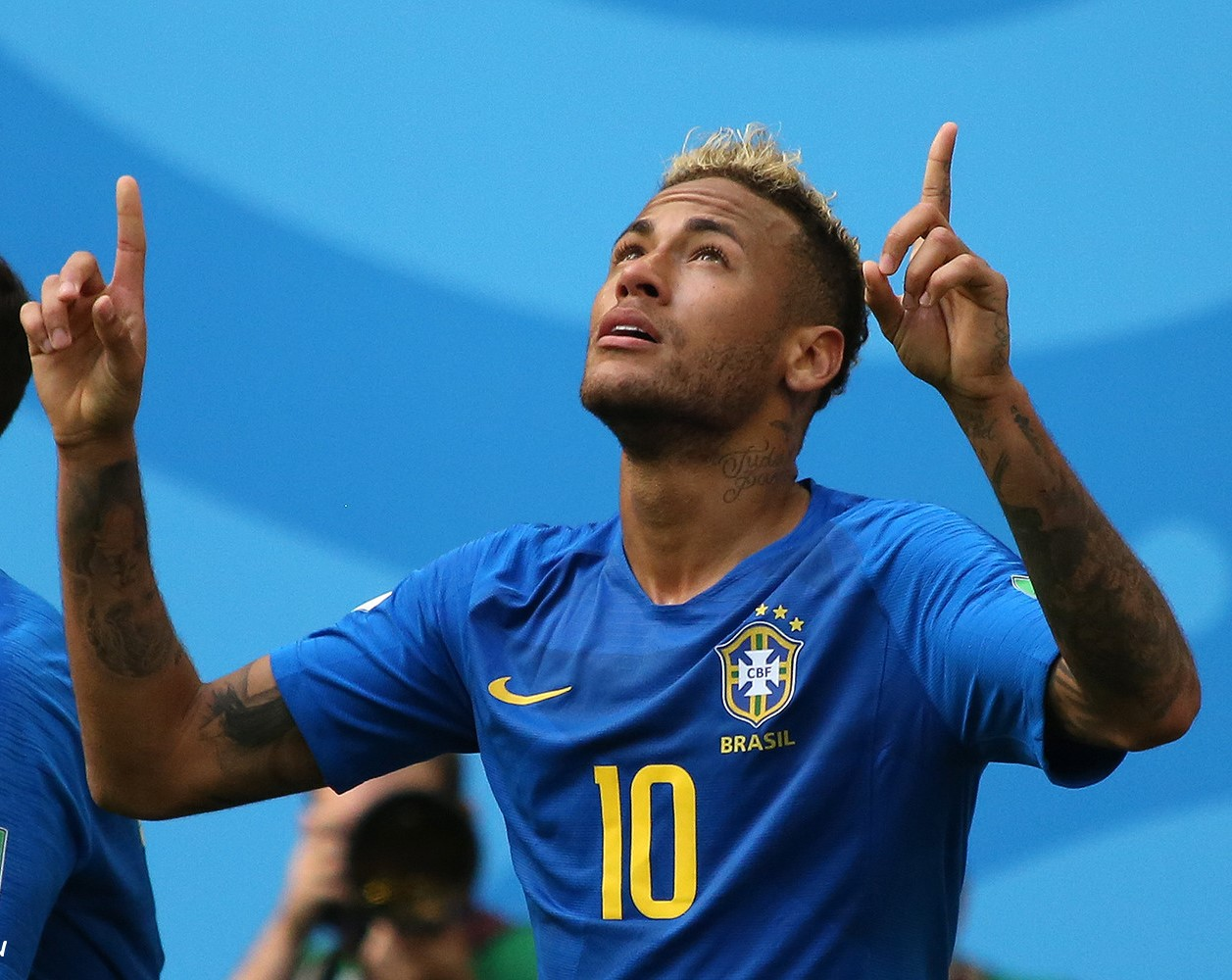
Neymar comemorando seu primeiro gol na Copa do Mundo de 2018, em cima da Costa Rica

Nas oitavas de final, em 2 de julho, Neymar marcou o primeiro gol e participou da jogada do segundo na vitória da Seleção contra a equipe do México. O Brasil venceu e acabou classificado, 2–0. No jogo, Neymar também sofreu seis faltas e um pisão do meia Miguel Layún quando já estava caído no chão. Os mexicanos, porém, reclamaram muito do suposto exagero do atacante nas faltas. Mesmo criticado, ele foi escolhido como o melhor jogador da partida. Na partida seguinte, o Brasil perdeu para a Bélgica por 2–1 e foi desclassificado, Neymar finalizou algumas vezes mas não conseguiu marcar perante o goleiro Thibaut Courtois.
Após a eliminação, Neymar foi muito criticado no mundo inteiro por suas frequentes quedas em campo durante os jogos. O "cai-cai" do jogador também foi satirizado como piada por muitos torcedores na Rússia, país-sede da Copa, e em programas de TV ao redor do mundo.

#### 2019: Fora da Copa América
Apesar das críticas depois da eliminação na Copa do Mundo de 2018, Neymar continuou a ser convocado regularmente para a seleção e era considerado presença certa na Copa América de 2019, que seria disputada em casa. O técnico Tite chegou a escolhê-lo para ser o capitão da Seleção. No entanto, após um incidente na Copa da França em que Neymar agrediu um torcedor, o jogador acabou perdendo a braçadeira de capitão. E um pouco antes da Copa América, em um amistoso contra o Catar, Neymar sofreu uma lesão logo no começo de jogo e precisou deixar a partida. Exames médicos mostraram que ele sofreu um rompimento no ligamento do tornozelo direito. Por causa dessa lesão, Neymar foi cortado da seleção e não jogou a Copa América de 2019, em que o Brasil foi campeão.

#### 2020: Superando Ronaldo nas Eliminatórias
Em 13 de outubro de 2020, durante uma partida, fora de casa, contra o Peru, pelas Eliminatórias da Copa do Mundo FIFA de 2022, Brasil venceu a Seleção Peruana por 4–2, de virada, com destaque para Neymar, que fez um hat-trick e tornou-se o segundo maior artilheiro da história da Canarinho, superando Ronaldo.

#### 2021: Segundo maior artilheiro da Seleção
Na estreia do Brasil na Copa América de 2021, no dia 13 de junho, contra a Venezuela, Neymar marcou o segundo da partida, de pênalti. Além disso, ainda deu uma assistência para Gabigol fazer o último da vitória 3–0. Com esse gol, Neymar chegou a 67 gols pela Seleção Brasileira, igualando a Ronaldo, ultrapassando Zico (com 66 gols) e ficando a 10 gols de alcançar Pelé, segundo a contagem da FIFA. O Brasil avançou e chegou até a final da competição, realizada no Maracanã, mas acabou perdendo de 1–0 para a Argentina. Após a derrota, Neymar chorou muito em campo.

#### 2022: Pré-Copa
Teve boa atuação no dia 2 de junho, contra a Coreia do Sul, num amistoso de preparação para a Copa do Mundo FIFA de 2022. Titular, o atacante marcou dois gols de pênalti na goleada por 5–1, em jogo realizado no Estádio da Copa do Mundo de Seul.
Presente na lista de 26 convocados por Tite no dia 7 de novembro, Neymar foi chamado para a sua terceira Copa do Mundo FIFA consecutiva.

#### 2022: Copa do Mundo no Catar
Titular na estreia contra a Sérvia, no Estádio Nacional de Lusail, Neymar sofreu muitas faltas, pouco finalizou e teve atuação discreta na vitória do Brasil por 2–0, que contou com dois gols de Richarlison. Substituído por Antony aos 35 minutos do segundo tempo, o camisa 10 saiu com o tornozelo inchado e recebeu um tratamento com gelo no banco de reservas. Após a partida, exames médicos confirmaram que Neymar e o lateral-direito Danilo desfalcariam o Brasil nos dois próximos jogos, perdendo assim a fase de grupos. Com Neymar na torcida, o Brasil venceu a Suíça e perdeu para Camarões nos dias 28 de novembro e 2 de dezembro, respectivamente.
O atacante retornou ao time nas oitavas de final, sendo titular na vitória por 4–1 contra a Coreia do Sul, no Estádio 974. Ao marcar o segundo gol da partida, de pênalti, Neymar juntou-se a Pelé e Ronaldo e tornou-se um dos três brasileiros a marcar em três Copas do Mundo diferentes. Na comemoração, o atacante foi até as arquibancadas da arena para dedicar o gol ao lateral-esquerdo Alex Telles, cortado do Mundial por uma lesão sofrida na derrota contra Camarões.
Na partida seguinte, o Brasil enfrentou a Croácia. Após um empate sem gols no tempo normal, o jogo foi para a prorrogação. Nela, Neymar marcou um belo gol, deixando o Brasil muito perto da vitória. Com esse gol, o atacante igualou Pelé com 77 gols em jogos oficiais pela Seleção. Mas faltando apenas quatro minutos para o fim do jogo, o time permitiu um contra-ataque que terminou com Bruno Petković empatando para os croatas. Com o placar permanecendo em 1–1, o jogo foi para os pênaltis e a Croácia venceu por 4–2, eliminando o Brasil da Copa do Mundo. Neymar foi relacionado para cobrar a quinta penalidade, mas não chegou a cobrar porque a Croácia venceu antes da quinta cobrança. O técnico Tite, então treinador da Seleção Brasileira, foi muito criticado por não ter escalado Neymar para ser o primeiro cobrador, deixando o atacante por último nas cobranças. Muitos também criticaram os jogadores da defesa brasileira, por terem ido para o ataque em vez de ficar protegendo atrás para evitar o gol de empate da Croácia no final da prorrogação. Em um vídeo que teve muita repercussão, Neymar foi visto reclamando com os jogadores da defesa após o gol sofrido. O jogador deixou o campo chorando e sendo consolado pelo filho de Ivan Perišić, da Croácia.

#### 2023: Recorde nas Eliminatórias
Neymar voltou a jogar pela Seleção em setembro de 2023, na estreia das Eliminatórias da Copa do Mundo, sendo titular contra a Bolívia. O atacante chegou a perder um pênalti no primeiro tempo, mas fez dois gols na etapa final e a partida terminou com goleada brasileira por 5–1, em jogo realizado no estádio Mangueirão, em Belém. Com esses dois gols, Neymar chegou a 79 gols pela Seleção, superando Pelé e se tornando o maior artilheiro da Seleção Brasileira nas contas da FIFA. Pelé marcou 95 gols pela Seleção, mas a federação não considera partidas contra clubes e combinados — por isso, nas contas da entidade, Pelé tem 77 gols, dois a menos que Neymar. Já nas contas da CBF (que engloba os jogos contra clubes e combinados), Neymar ainda está atrás de Pelé.
Em 17 de outubro, na partida contra o Uruguai pelas Eliminatórias, Neymar sofreu uma grave lesão no joelho esquerdo e deixou o campo chorando. O médico da Seleção, Rodrigo Lasmar, afirmou que o jogador ficaria sem jogar pelo menos até agosto de 2024, perdendo assim a Copa América.

## Estilo de jogo

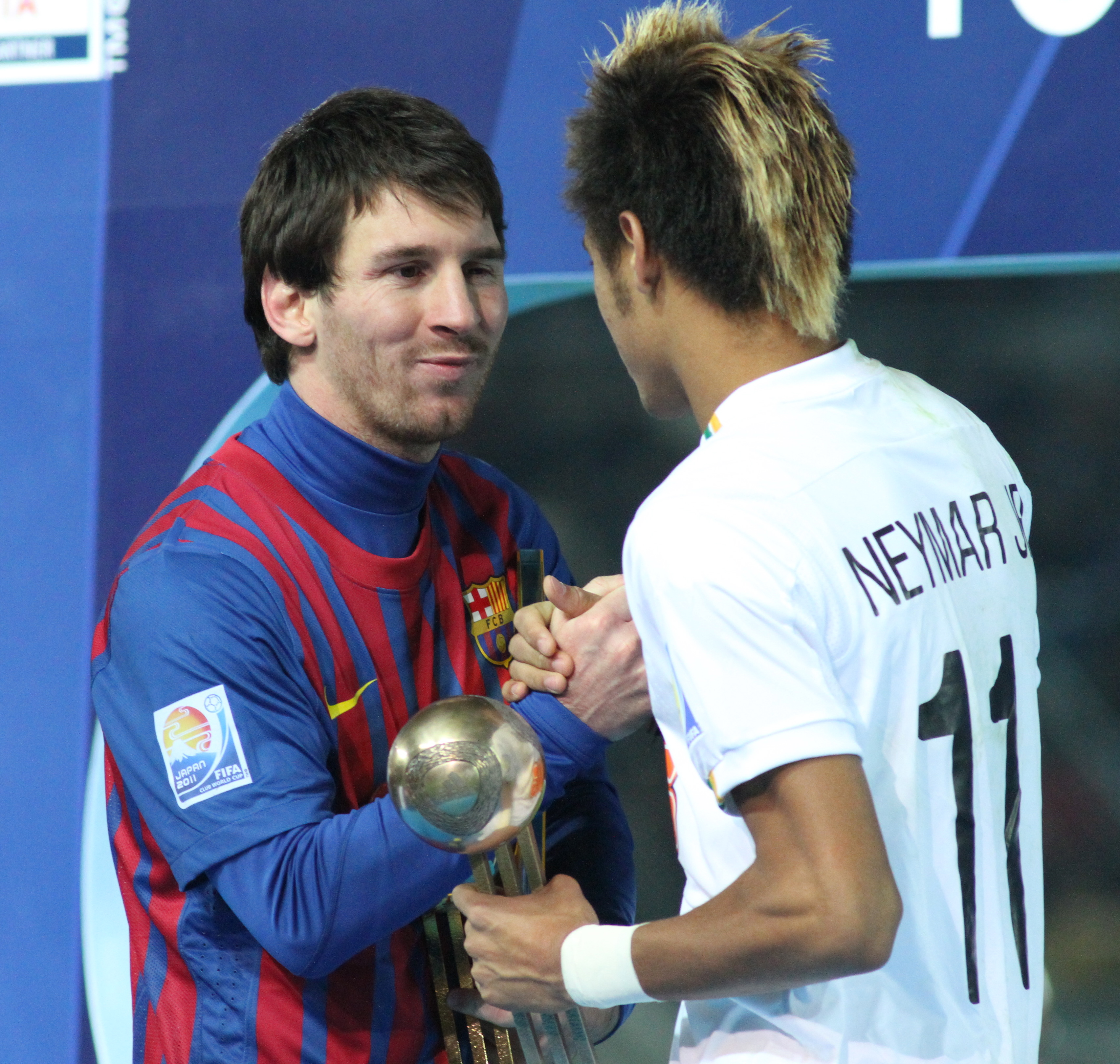
Neymar cumprimentando Lionel Messi após a final do Mundial de Clubes de 2011. Quando adolescente, o brasileiro tinha o argentino como inspiração.

Neymar joga como atacante, já tendo atuado nos papéis de centroavante, falso 9, segundo atacante e ponta-esquerda. Sua posição principal é a ponta-esquerda, tanto na Seleção Brasileira quanto nos clubes. Neymar utiliza essa posição devido ao seu ritmo energético e às suas habilidades de jogo; essa posição permite que ele chute com seu pé mais forte e crie boas chances de gols para os companheiros de equipe. Suas principais características são seus dribles, truques, criatividade, visão de jogo, passes, e técnica, sendo descritas como "elétricas" e "explosivas". Ele afirma ter sido inspirado por Lionel Messi, Cristiano Ronaldo, Andrés Iniesta, Xavi e Wayne Rooney.
Diversas figuras emblemáticas do futebol mundial comentaram as habilidades do jogador brasileiro, tais como Ronaldinho Gaúcho e Messi. O primeiro disse em 2013: "Neymar é jovem, mal posso explicar o quão especial ele se tornará. Nas próximas duas ou três temporadas ele se tornará o melhor jogador." O segundo afirmou em 2014 que "ele será o número um do mundo pela qualidade e condições que tem". Xavi Hernández, ex-estrela do futebol espanhol, também falou sobre o brasileiro e disse: "Ele é um grande jogador, tem uma atitude muito boa e continuará até ser o melhor jogador do mundo".
Entretanto, Neymar é muito criticado por supostamente exagerar quando sofre faltas, até mesmo seu compatriota considerado por muitos como o melhor jogador da história do futebol, Pelé, o criticou por isso. O blogueiro do UOL Esporte, Rafael Reis, afirmou que o estilo de jogo de Neymar favorece as faltas, principalmente devido aos seus dribles. Ele também afirmou que Neymar está, desde que chegou a Europa em 2013, entre os cinco jogadores das cinco principais ligas que mais sofrem faltas.

## Histórico de lesões
| Data                    | Jogo/Treino                                    | Local lesionado                                                     | Fora da equipe (jogos) | Fora da equipe (dias) |
| ----------------------- | ---------------------------------------------- | ------------------------------------------------------------------- | ---------------------- | --------------------- |
| 16 de janeiro de 2014   | Getafe 0–2 Barcelona                           | Entorse nos tendões                                                 | 8                      | 32                    |
| 16 de abril de 2014     | Real Madrid 2–1 Barcelona                      | Edema do quarto metatarso de pé esquerdo                            | 4                      | 25                    |
| 4 de julho de 2014      | Brasil 2–1 Colômbia                            | Fratura na terceira vértebra lombar                                 | 2                      | 30                    |
| 21 de agosto de 2014    | Treino                                         | Entorse no tornozelo esquerdo                                       | 1                      | [ 294 ]               |
| 7 de dezembro de 2015   | Treino                                         | Lesão no músculo adutor da coxa esquerda                            | 3                      | 7                     |
| 20 de janeiro de 2016   | Athletic Bilbao 1–2 Barcelona                  | Dores musculares na coxa esquerda                                   |                        | 7                     |
| 3 de dezembro de 2016   | Barcelona 1–1 Real Madrid                      | Dores musculares na coxa                                            | 2                      | 7                     |
| 9 de março de 2017      | Barcelona 6–1 Paris Saint-Germain              | Dores na coxa esquerda                                              | 1                      | 7                     |
| 21 de setembro de 2017  | Treino                                         | Dores no pé direito                                                 | 0                      | 4                     |
| 2 de novembro de 2017   | Treino                                         | Pancadana coxa esquerda                                             | 1                      | 11                    |
| 20 de janeiro de 2018   | Treino                                         | Dores na coxa direita                                               | 2                      |                       |
| 25 de fevereiro de 2018 | Paris Saint-Germain 3–0 Olympique de Marseille | Fratura no quinto metatarso do pé direito                           | 18                     | 90                    |
| 20 de novembro de 2018  | Treino                                         | Dores musculares na coxa direita                                    | 1                      |                       |
| 23 de janeiro de 2019   | Paris Saint-Germain 2–0 Strasbourg             | Fratura no quinto metatarso do pé direito                           | 18                     | 85                    |
| 5 de junho de 2019      | Brasil 2–0 Catar                               | Rompeu os ligamentos do tornozelo direito                           | 5                      | 90                    |
| 13 de outubro de 2019   | Brasil 1–1 Nigéria                             | Dores musculares na coxa esquerda                                   | 6                      | [ 301 ]               |
| 1 de fevereiro de 2020  | Paris Saint-Germain 5–0 Montpellier            | Problema na costela                                                 | 4                      | 17                    |
| 28 de outubro de 2020   | Istanbul Basaksehir 0–1 Paris Saint-Germain    | Lesão na coxa esquerda                                              | 3                      | 22                    |
| 13 de dezembro de 2020  | Paris Saint-Germain 0–1 Lyon                   | Entorse no tornozelo esquerdo                                       | 5                      | 27                    |
| 10 de fevereiro de 2021 | Caen 0–1 Paris Saint-Germain                   | Problema no adutor longo esquerdo                                   | 9                      | 36                    |
| 1 de agosto de 2021     | Treino                                         | Desgaste muscular                                                   | 4                      | 36                    |
| 29 de novembro de 2021  | Saint-Étienne 1–3 Paris Saint-Germain          | Lesão nos ligamentos do tornozelo esquerdo                          | 12                     | 73                    |
| 24 de novembro de 2022  | Brasil 2–0 Sérvia                              | Entorse no tornozelo direito                                        | 2                      | 9                     |
| 19 de fevereiro de 2023 | Paris Saint-Germain 4–3 Lille                  | Entorse nos ligamentos do tornozelo esquerdo                        |                        | [ 309 ]               |
| 17 de outubro de 2023   | Uruguai 2–0 Brasil                             | Rompeu o ligamento cruzado anterior e do menisco do joelho esquerdo |                        | [ 310 ]               |

Fontes: ge, R7, Terra e IstoÉ. Atualizado em 30 de outubro de 2023.

## Outras atividades

### Vida pessoal e trabalho de caridade

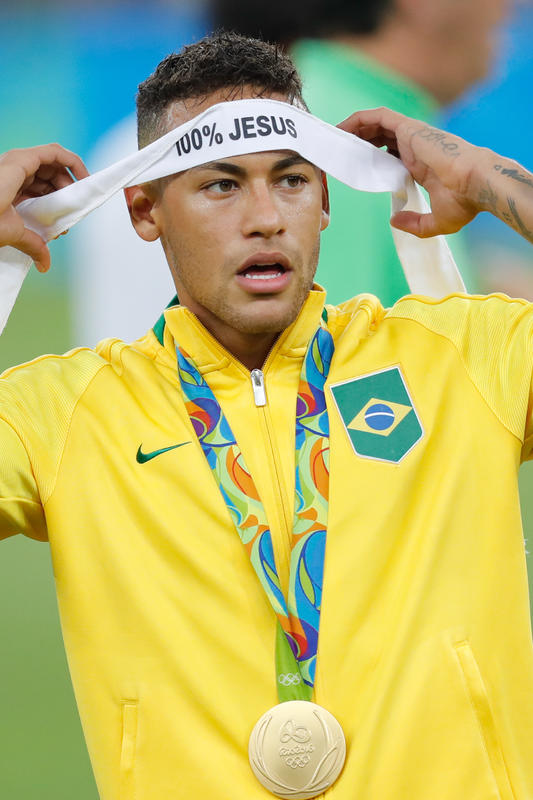
Neymar expressa sua fé cristã depois de ganhar a medalha de ouro com o Brasil nos Jogos Olímpicos de Verão de 2016

Além do português, Neymar também fala espanhol e possui pouco conhecimento no francês.
Neymar já expressou sua fé cristã depois de ganhar a medalha de ouro com o Brasil nos Jogos Olímpicos de Verão de 2016. Cristão, o jogador segue o ramo pentecostal da religião e chegou a afirmar que "A vida só faz sentido quando o nosso maior ideal é servir a Cristo". Além disso, ele às vezes usa uma faixa com as palavras "100% Jesus". Neymar também doa o dízimo (10% de sua renda mensal) para sua igreja e nomeou Kaká como seu modelo religioso.
Todos os anos, Neymar organiza uma partida de caridade com o futebolista brasileiro Nenê, na cidade natal de Nenê, Jundiaí, com o objetivo de arrecadar alimentos para famílias carentes.
Neymar tem um filho, Davi Lucca, nascido em 13 de agosto de 2011, fruto de sua relação com a digital influencer Carolina Dantas. Posteriormente o jogador descreveu o nascimento de seu bebê como "2,8 kg de pura felicidade" e também disse: "Mãe e bebê estão em boas condições logo após o parto". Ele tem um relacionamento muito próximo com sua irmã Rafaella Beckran, e cimentou essa proximidade platônica tatuando o rosto no braço dele, enquanto Rafaella tatuou os olhos do irmão no braço dela.

### Fortuna e patrocínios
Em abril de 2011, período em que Neymar já se consagrava como um dos destaques da seleção e um dos principais garotos-propaganda da televisão brasileira, ele adquiriu uma mansão no condomínio Jardim Acapulco, no Guarujá, litoral de São Paulo, avaliada em quatro milhões de reais. O salário de Neymar naquele momento era de três milhões de reais, sendo metade do valor pago pelo Santos e a outra metade pelos patrocinadores. Sua imagem atraiu empresas como a Nike, que assinou um contrato de onze anos com o jogador, onde este recebe cerca de um milhão de reais por ano somente da fabricante de materiais esportivos, valor que pode ser reajustado em caso de conquistas de títulos e boas atuações. Além da Nike, as outras dez empresas das quais Neymar também é garoto-propaganda são Red Bull, Panasonic, Tennys Pé, Guaraná Antarctica, Banco Santander, Claro, Lupo, Unilever, Volkswagen, Heliar e Castrol. No ano de 2012, Neymar faturou cerca de 60 milhões de reais. Seu faturamento anual com todos estes patrocínios é de cerca de trinta e seis milhões de euros por ano.

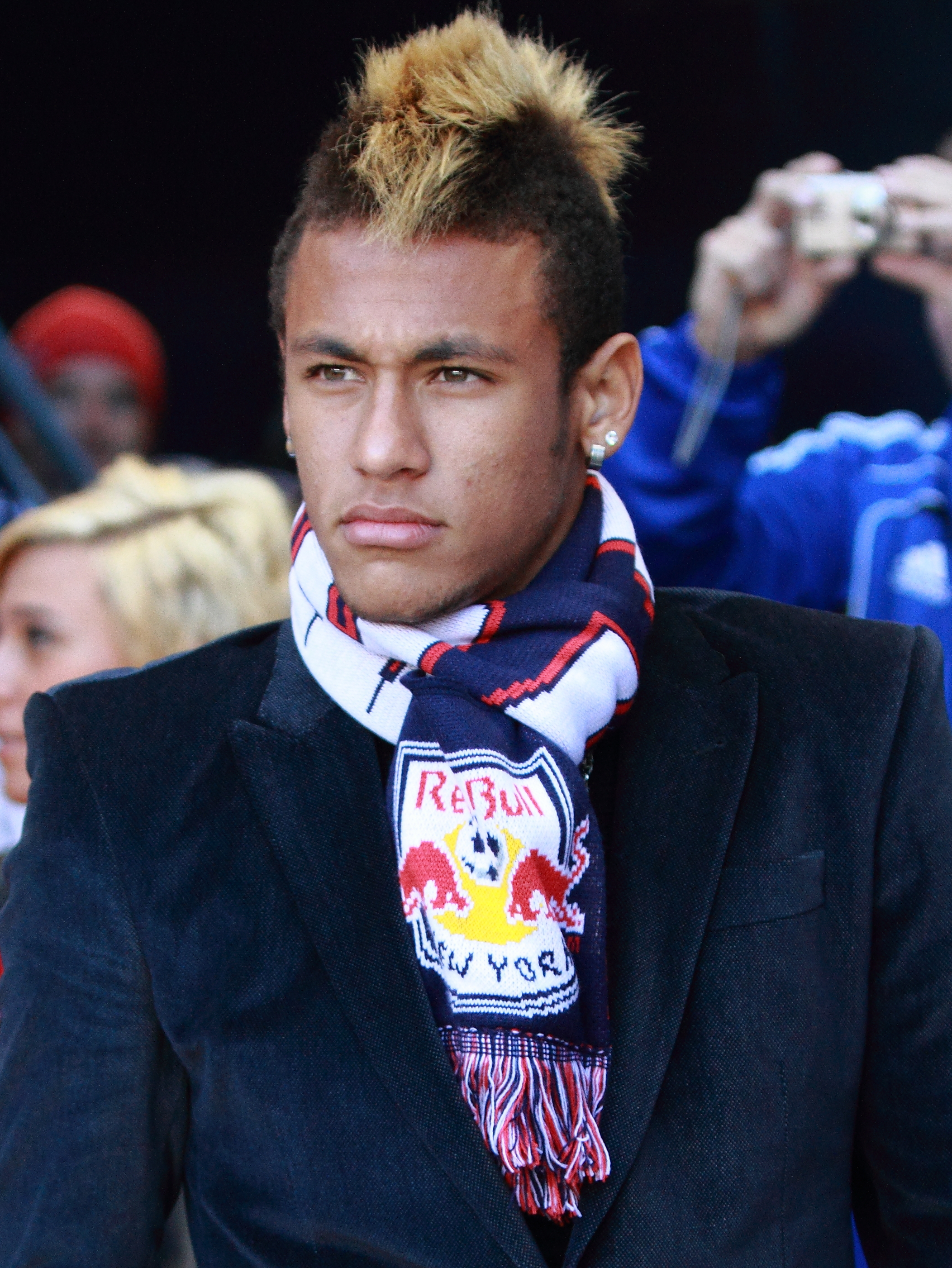
Neymar na Red Bull Arena em Harrison, Estados Unidos, durante um jogo entre New York Red Bulls e Los Angeles Galaxy

Em maio de 2013, Neymar foi escolhido como o atleta com o melhor marketing do mundo, superando a Lionel Messi e a Cristiano Ronaldo. Devido a popularização do jogador e seu respectivo marketing, a agência Loducca criou uma marca pessoal para Neymar, composta pelas letras N, J e R (Neymar Júnior) e pelo número 11 estilizado dentro da letra N. Segundo dados de 2015, Neymar é o terceiro jogador mais bem pago do mundo, conforme valor informado anteriormente (36 milhões de euros), atrás apenas de Messi e Cristiano Ronaldo.
Em agosto de 2017, em cerimônia realizada na sede da ONU (Organização das Nações Unidas), em Genebra, na Suíça, Neymar tornou-se embaixador da ONG Handicap International e aproveitou para combater o racismo. A Handicap International cuida de deficientes e trabalha com pessoas em situações de pobreza e exclusão, conflitos e desastres.  Além da Handicap, Neymar atualmente é rosto de outras 10 empresas, sendo elas: Nike, Gillete, Red Bull, Beats, Gaga Milano, Replay, Listerine, Heliar, NN Consultoria e Instituto Neymar Jr.
No dia 31 de agosto de 2020, Neymar rescindiu com a Nike, após 15 anos. No dia 12 de setembro de 2020, Neymar foi anunciado pela Puma, sendo o principal nome da marca no futebol. Foi anunciado com a hashtag "The King Is Back", por usar a lendária chuteira Puma King, usada por Pelé, Diego Maradona e Johan Cruijff.

### Mídia
Devido ao extremo assédio ao jogador, o Santos criou um departamento para cuidar apenas da imagem de Neymar, hoje administrada pelo especialista em marketing Eduardo Musa. Além do advogado Lissandro Florêncio e do empresário Wagner Ribeiro (que cuida dos contratos ligados ao futebol), Neymar também tem seus passos acompanhados pela 9ine, a empresa de marketing esportivo recém-criada por Ronaldo. Outro grande administrador da carreira do atleta é o seu pai e xará, Neymar da Silva Santos. Ele coordena todo o lucro do filho e não permite que o ainda jovem garoto faça extravagâncias com os altos valores que fatura. Ao marcar pela segunda vez na vitória de 6-0 do Brasil sobre o Uruguai, Neymar imitou o gesto de um motorista, como se conduzisse um volante de um carro imaginário. O fato foi uma ironia com a aposta que ele havia feito com seu pai.
Em reportagem da Folha de São Paulo publicada em 2018, foi revelado que Neymar tinha um contrato de exclusividade com a Globo durante a Copa do Mundo de 2014. O acordo vigorou até 2016, e impunha uma série de condições em relação ao acesso a informações antes dos concorrentes, obter entrevistas exclusivas e participação em programas da emissora carioca.Em nota posterior à publicação da matéria, a Rede Globo disse que o contrato não vigorava mais. 

### Música
Neymar tornou-se um ícone popular para promover a música pop moderna brasileira, em especial a música sertaneja. O vídeo em que o atacante dança no vestiário do Santos na frente dos companheiros de equipe a canção "Ai, Se Eu Te Pego", de Michel Teló, tornou-se um viral na internet. Ele fez questão de exercer as coreografias de danças como forma de celebração após marcar gols em jogos, chegando até a aparecer ao vivo com Teló em um dos shows dele. Neymar também participou de shows do cantor sertanejo Gusttavo Lima, cantando ao vivo com Lima os sucessos "Balada" e "Fazer Beber". Em 2012, ele fez aparições no videoclipe da música "Eu Quero Tchu, Eu Quero Tcha", da dupla João Lucas & Marcelo. Já em 2013, Neymar apareceu no clipe de "País do Futebol", canção de rap gravada por MC Guimê e Emicida.

### Histórias em quadrinhos
Em janeiro de 2012, o escritor Mauricio de Sousa divulgou uma ilustração inspirada em um gol marcado por Neymar. Em setembro do mesmo ano, o quadrinista e empresário afirmou que uma revista em quadrinhos baseada no jogador seria produzida pela Mauricio de Sousa Produções, a exemplo das Turmas do Pelezinho e Ronaldinho Gaúcho. A revista Neymar Jr. foi lançada em abril de 2013, e em julho de 2014 o personagem Neymar Jr. ganhou animações exibidas pelo canal Nickelodeon. Já em 2015, a revista foi relançada com outras publicações do estúdio. Em junho de 2018, a revista foi lançada na França, na Bélgica e na Suíça com o título "Les aventures de Neymar Jr.".
Em setembro de 2018, Neymar lançou um selo de quadrinhos digitais chamado "Neymar Jr. Comics" com histórias protagonizadas por um personagem inspirado no jogador chamado apenas de Junior. Pouco mais de um ano depois, em novembro de 2019, foi anunciada uma versão impressa pela Editora Mythos com lançamento durante a Comic Con Experience.

## Controvérsias

### Ato de caridade e suposta agressão
Em 2 de abril de 2010, juntamente com outros jogadores evangélicos do Santos como Paulo Henrique Ganso e Robinho, Neymar se recusou a distribuir ovos de Páscoa em um gesto de caridade para uma instituição de viés espírita de Santos, chamada "Mensageiros da Luz", alegando razões religiosas. Em 2 de setembro do mesmo ano, durante uma partida contra o Avaí, Neymar reclamou do excesso de faltas recebidas. Porém, o técnico do Avaí, Antônio Lopes, disse que é Neymar quem deve se comportar melhor e acusou o jogador de ter agredido com socos e uma cotovelada um defensor de seu time e, ainda por cima, de ter provocado o zagueiro Emerson Nunes dizendo a ele "Sou milionário e posso tudo".

### Alvo de racismo
Em 27 de março de 2011, durante o amistoso entre Brasil e Escócia no qual os brasileiros venceram por 2 a 0, Neymar, que foi o autor de ambos os gols e foi vaiado o tempo todo pela torcida escocesa, teria sofrido, segundo o canal televisivo SporTV, atos de racismos, dentre os quais uma banana que teria sido jogada em campo ao ser substituído. O escocês Hamish Husband, representante da torcida Tartan Army ("Exército de Tartan", em inglês), negou o ocorrido ao dizer que "Racismo não tem lugar na Tartan Army. Se ele existisse, seria erradicado imediatamente, porque nos policiamos". No dia 1 de abril, o presidente da Federação Escocesa de Futebol, Stewart Regan, enviou uma carta à Confederação Brasileira de Futebol exigindo um pedido de desculpas de Neymar pelas acusações de racismo que o atleta fez após a partida. Essa exigência é devida ao fato de a polícia inglesa ter dito que a torcida escocesa se portou de maneira exemplar e de ter descoberto que o autor do ato foi um adolescente alemão que se encontrava entre a torcida brasileira.

### Problemas com treinadores
Em 15 de setembro de 2010, em uma partida contra o Atlético Goianiense, ao receber ordens do então treinador santista, Dorival Júnior, para não bater um pênalti, Neymar, furioso, discutiu com o técnico. Segundo o site esportivo Lancenet, a fúria de Neymar continuou após o jogo, no vestiário chegando, inclusive, a atirar um copo com isotônico no auxiliar de Dorival. O então treinador da equipe goiana, René Simões, disse, chocado, sobre Neymar:
| “ | Estou extremamente decepcionado. Estou desde garoto no futebol e poucas vezes vi alguém tão mal-educado desportivamente. Sempre trabalhei com jovens e nunca vi nada assim. Está na hora de alguém educar esse rapaz, ou vamos criar um monstro. Estamos criando um monstro no futebol brasileiro. | ” |

O então técnico da Seleção Brasileira, Mano Menezes, repudiou a atitude de Neymar. O episódio culminou com a demissão de Dorival Júnior; Após esse episódio, Mano Menezes não convocou Neymar para "deixar problemas fora da Seleção". Em 5 de janeiro de 2011, numa entrevista, o ex-volante santista Roberto Brum fez uma revelação polêmica sobre a demissão de Dorival Júnior dizendo que "o elenco foi ameaçado de não ganhar salário se Neymar não jogasse contra o Corinthians."
No mesmo ano, durante a disputa da Copa América de 2011, o técnico da Seleção da Venezuela, César Farías, se desentendeu com Neymar devido a um lance na partida no qual seu país enfrentou a equipe do Brasil na primeira rodada da competição. O lance que gerou o desentendimento foi uma jogada em que um venezuelano ficou no chão, após uma dividida. Ao invés de de colocar a bola para fora, como queriam os venezuelanos, a jogada foi continuada, Neymar a finalizou e fez o Brasil ganhar um escanteio. Aos gritos, Farías criticou e xingou Neymar. Durante a confusão o técnico venezuelano disse que foi agredido fisicamente, contudo, afirmou: "Não foi o Neymar que me agrediu, absolutamente."

### Ofensa ao árbitro Sandro Meira Ricci
Neymar foi processado pelo juiz Sandro Meira Ricci por conta de uma declaração no Twitter, na qual teria chamado o juiz de "ladrão", devido a um lance no qual recebeu cartão amarelo em uma partida contra o Atlético Goianiense. Porém, logo em seguida, segundo o jogador, apagou a mensagem e disse que outra pessoa havia utilizado a sua conta no microblog para escrever essa frase. Ainda assim, o árbitro resolveu ingressar judicialmente contra Neymar, pedindo uma indenização de 20 mil reais por ofensas morais. Em 29 de novembro, foi condenado pela justiça a pagar uma indenização de 15 mil reais ao juiz. Em 26 de julho, após a estreia no Brasil no Torneio Olímpico de Futebol de 2012, na qual a equipe brasileira venceu a Seleção Olímpica do Egito por 3–2, sendo que um dos gols foi de Neymar, o técnico egípcio, Hany Ramzy, criticou o brasileiro ao dizer que este "joga para se exibir". O técnico da Seleção Olímpica do Brasil, Mano Menezes, disse que Neymar "precisa saber lidar com as críticas".

### Problemas devido a festas
Em 6 de outubro de 2010, o periódico esportivo Lance! publicou uma reportagem na qual afirmava que uma das razões para a saída de Dorival Júnior do comando do Santos era o fato de que Neymar e outros jogadores santistas se reuniram em festa com garotas de programa após um jogo contra o Grêmio, em Porto Alegre, o então técnico teria ficado revoltado ao ponto de pedir punição a Neymar e aos outros jogadores à diretoria do Santos, mas não foi atendido.
No dia 25 de março de 2016, aos 17 minutos do 2º tempo da partida contra o Uruguai pela 5ª rodada das Eliminatórias, Neymar realizou uma falta grave em Álvaro González. O brasileiro foi advertido com cartão amarelo, seu segundo pela competição, sendo suspenso da próxima partida da Seleção Brasileira diante da Seleção Paraguaia. Devido à suspensão Neymar não viajou para Assunção, porém, foi flagrado em uma "festinha" em Santa Catarina no dia seguinte, atitude que foi bastante criticada pela mídia como falta de comprometimento e responsabilidade com a seleção.
Em dezembro de 2020, em meio a pandemia de COVID-19 no Brasil, o jornal O Globo informou que Neymar planejava uma festa de Ano Novo para 500 convidados na sua mansão no município de Mangaratiba. Para evitar as críticas, como aconteceu com Carlinhos Maia, foi informado que não serão permitidos celulares no evento. Na ESPN, o comentarista Paulo Calçade criticou Neymar: "Tem uma dificuldade enorme de crescer; era hora de falar que não vai dar... Esse ano não'". Além dele, o atacante foi criticado por Felipe Andreoli, da TV Globo. A assessoria de imprensa do Neymar negou a festa, mas uma banda confirmou que foi contratada para o evento. Mais tarde, a organizadora da festa disse que serão permitidos 150 convidados e de acordo com "padrões sanitários". Escrevendo para o UOL, o jornalista Juca Kfouri chamou a festa de "macabra" e um péssimo exemplo moral para milhões de crianças e adolescentes, além de prejudicar a imagem do Brasil no exterior. Neymar voltou a promover festas na pandemia em 2021.
Após a eliminação do Brasil para a Croácia na Copa do Mundo FIFA de 2022, Neymar disse que aquela foi a derrota que mais lhe doeu na carreira e que estava "destruído psicologicamente". No entanto, logo depois, o jogador organizou uma festa na casa da irmã Rafaella, em São Paulo, apenas cinco dias depois da eliminação. Isso gerou críticas dos torcedores, que afirmaram que a postura de Neymar não foi condizente com seu discurso pós-eliminação.
Em março de 2025, o Santos foi eliminado na semifinal do Campeonato Paulista pelo Corinthians. Devido a um problema na coxa esquerda, Neymar não jogou a partida pelo Santos. Contudo, dias antes, o jogador foi às festas de carnaval do Brasil. Isso gerou críticas de que Neymar deveria ter evitado as festas para ter mais chances de se recuperar e poder jogar a semifinal.

### Desentendimentos com jogadores
Em um treinamento do Santos no ano de 2011, Neymar e outro companheiro de time, o centroavante Marcel, se desentenderam e chegaram a trocar empurrões e muitos xingamentos. Os outros jogadores chegaram para apartar a briga, e o lateral Pará conseguiu segurar Marcel. Logo em seguida, Neymar deixou o gramado e foi para os vestiários do CT. A confusão começou quando os jogadores comemoravam o aniversário de um dos companheiros, alguns jogadores jogaram farinha, ovos e água fria no companheiro de equipe, Neymar inicialmente participou da brincadeira, entretanto, achou que seus colegas foram longes demais e por isso confrontou Marcel.
Em 17 de setembro de 2017, na partida entre PSG e Lyon válida pela Ligue 1, Neymar se desentendeu com seu companheiro de time, o uruguaio Edinson Cavani, para definir o cobrador de bolas paradas. Com o resultado ainda sem gols, Neymar sofreu uma falta na entrada da área e Cavani se ofereceu para bater, mas Daniel Alves retirou a bola à força das mãos do uruguaio e entregou para o camisa 10, que fez a cobrança. O goleiro Anthony Lopes fez bela defesa. Depois, na reta final do duelo, já com a equipe parisiense vencendo por 1–0, Kylian Mbappé foi derrubado na área e o pênalti foi assinalado. Cavani pegou a bola e colocou na marca para fazer a cobrança, mas Neymar se aproximou para tentar bater a penalidade. O brasileiro não conseguiu convencer o uruguaio, que parou nas mãos do goleiro adversário, desperdiçando a chance.

### Irregularidades financeiras e polêmicas
Em 24 de agosto, a revista estadunidense especializada em negócios Forbes questionou se Neymar não estaria indo à falência com gastos milionários. Segundo a revista, a lista de gastos do jogador nos últimos dois anos incluía: um apartamento tríplex no valor de 1,5 milhão de reais e uma mansão de 2 milhões de reais; um flat de 300 mil reais; um carro Porsche Panamera Turbo de 300 mil reais; uma cobertura de 2 milhões de reais para a mãe de seu filho, além da pensão de 30 mil reais mensais. Também de acordo com a revista, o valor mais alto gasto por Neymar, no entanto, foi na compra de um iate de 15 milhões de reais. Além disso, o gasto anual com o barco era de 240 mil reais. Em 27 de setembro, as exageradas polêmicas atribuídas ao jogador chegaram a gerar uma matéria de capa da revista Placar com o título "A Crucificação de Neymar". A reportagem apontava que "a fama de cai-cai do melhor jogador brasileiro em atividade transcendeu as arquibancadas e contaminou colegas de profissão. [...] Neymar é pego para cristo e pintado como detrator de um falso bom-mocismo no futebol".
Em 30 de janeiro de 2013, durante um jogo pelo Campeonato Paulista, Neymar acusou o treinador do Ituano, Roberto Fonseca, de ter cometido um ato de racismo ao chamá-lo de "macaco". Durante o intervalo da partida, no entanto, o atacante falou que poderia ter escutado mal e preferiu esquecer o assunto. Já no dia 17 de abril, durante um jogo pela Copa do Brasil contra o Flamengo-PI, Neymar foi acusado de ter chamado jogadores de "paraíba" (designação preconceituosa dada a qualquer nordestino fora de sua região). Em maio, foi negociado com o Barcelona, no caso que ficou conhecido, meses depois, por Neymargate. Neymar entrou na justiça para vetar o lançamento da revista Playboy na qual aparecem fotos nuas de uma ex-affair, a modelo Patrícia Jordane. Porém, a liminar foi derrubada e a revista foi lançada e vendida normalmente.
Em 17 de junho 2015, um juiz espanhol aceitou uma denúncia formal apresentada pelo fundo de investimento brasileiro, DIS, alegando que foi vítima de fraude realizada na transferência de Neymar do Santos para o Barcelona.

### Rixa com Galvão Bueno
O locutor Galvão Bueno fez críticas a Neymar em diversos momentos, como na Copa América de 2015, no início das Olimpíadas de 2016 e em outros jogos da Seleção Brasileira. Por não ter gostado das críticas, Neymar parou de falar com Galvão e ainda usou seu perfil nas redes sociais para rebater. Em 2021, durante uma partida entre Brasil e Colômbia pelas Eliminatórias da Copa do Mundo de 2022, um suposto áudio de Galvão chamando Neymar de "idiota" vazou durante a transmissão. O áudio gerou muita discussão e a irmã de Neymar, Rafaella, além do pai do jogador, saíram em defesa dele. Neymar, no entanto, não comentou o áudio. Já em 2023, Galvão falou sobre o assunto numa entrevista e negou ter proferido qualquer xingamento. O narrador disse que falou "cara, que coisa idiota" após Neymar ter saído de campo sem cumprimentar os jogadores da Colômbia e o áudio da transmissão pegou apenas a palavra "idiota", fazendo parecer que ele tinha xingado. Ainda em 2023, Neymar se recusou a participar de um documentário sobre Galvão. No mesmo documentário, o locutor disse não entender a mágoa do atacante. O ex-jogador Cafu chegou a sugerir que Galvão fizesse um pedido de desculpas a Neymar pelas críticas do passado, mas o narrador negou fazer o pedido, alegando que não teria feito nada que justificasse esse pedido.

### Acusação de estupro e assédio sexual

#### 2019
No dia 1 de junho de 2019, a modelo Baiana Najila Trindade registrou um boletim de ocorrência acusando Neymar de estupro. De acordo com o registro, o crime teria sido cometido em 15 de maio, em Paris. Segundo a vítima, "Neymar ficou agressivo após uma troca de carícias e, mediante violência, praticou relação sexual sem o consentimento da vítima".
No mesmo dia, o atacante negou as acusações e expôs, por meio do Instagram, uma série de conversas que teve com a acusadora. Acreditado que tenha sido vítima de extorsão, o fato passou a ser apurado com cautela pela assessoria do jogador. Em 3 de junho, o advogado que representava a vítima abandonou o caso, sob a afirmação de que ela havia mentido. Em 4 de junho, a vítima foi convocada para um segundo depoimento, mas sem data revelada. Neymar, em contrapartida, teve a data do depoimento alterada pela Delegacia de Repressão a Crimes de Informática da Polícia Civil do Rio de Janeiro, que seria realizado em 5 de junho.
O vice-presidente da CBF Francisco Noveletto cogitou que Neymar iria pedir licença da seleção e não disputar a Copa América em decorrência das acusações, o que foi posteriormente negado pelo presidente da confederação Rogério Caboclo. Contudo, no dia 5 de junho, o jogador sofreu uma lesão no tornozelo durante um amistoso entre o Brasil e o Catar, e por consequência, teve de ser cortado da Seleção, ficando de fora do torneio continental.
No dia 8 de agosto, o Ministério Público do Estado de São Paulo pediu à justiça o arquivamento do inquérito, devido à falta de provas contra Neymar. A justiça aceitou o pedido e o caso foi arquivado.
Cerca de um mês depois, a modelo Najila Trindade foi indiciada por extorsão, fraude processual e denúncia caluniosa. Mas, destas três acusações, a justiça aceitou apenas a denúncia por fraude processual, da qual a modelo foi absolvida em 2020.

#### 2021
Em 28 de maio de 2021, o atleta sofreu uma acusação forte de assédio sexual. A denúncia foi feita por uma funcionária da empresa Nike, que afirmou que Neymar estava em um hotel e, além de ter feito comentários desconfortáveis, obrigara-a a fazer-lhe sexo oral. A empresa afirmou que o caso ocorreu em 2018 e começou a ser investigado em 2019. Após comprovações, a Nike rompeu o contrato com o jogador e instruiu sua funcionária a denunciar o caso.
Internautas defenderam o jogador afirmando que a acusação teria as mesmas motivações do que o caso de Najila Trindade: querer ganhar fama em cima do jogador. Apesar das acusações, o nome da funcionária não foi divulgado. Internautas também sugeriram que esta acusação seria uma desculpa da empresa Nike para romper um contrato de mais de oito anos, tendo em vista que Neymar estava negociando com uma empresa rival, a Puma.
Em sua defesa, Neymar fez uma postagem no Instagram declarando sua inocência e acusando a Nike, afirmando sentir-se traído pela marca:
| “ | Ironia do destino, continuarei a estampar no meu peito uma marca que me traiu. | ” |

### Agressão a torcedor na França
No dia 27 de abril de 2019, o PSG perdeu a final da Copa da França para a equipe do Rennes. Enquanto subia às tribunas do Stade de France para receber a medalha de prata, Neymar agrediu com socos um torcedor que dirigia insultos aos jogadores do Paris Saint-Germain. Cerca de uma semana depois, tanto Neymar quanto o torcedor demonstravam estarem arrependidos da briga Contudo, no dia 9 de agosto, o torcedor identificado apenas como Nelson, entrou com processo contra o jogador, na Promotoria Pública da França. O advogado do torcedor alegou que "Se meu cliente agredisse o Neymar da mesma maneira, sem dúvida a justiça já o teria massacrado sem pesar. Se o oficial da Promotoria não acatar nossa reclamação, significa que amanhã qualquer um pode ser agredido sem que haja a expectativa de punição".
Não obstante, a denúncia foi arquivada, Neymar apenas recebeu uma advertência da justiça francesa e sua única punição foi ficar de fora dos três primeiros jogos do PSG válidos pela Ligue 1 de 2019–20.

### Posições políticas e medalha de Jair Bolsonaro
Na eleição presidencial de 2014, Neymar declarou seu apoio ao candidato do PSDB, Aécio Neves. Em 2018, o jogador não disse em quem iria votar. Já na eleição de 2022, declarou apoio ao então presidente Jair Bolsonaro, que buscava a reeleição.
No dia 27 de novembro de 2023, Neymar recebeu de presente do agora ex-presidente da República Jair Bolsonaro uma medalha com as  palavras "imbrochável, imorrível e incomível”, que foi usada pelo ex-presidente para se definir durante o mandato.

### Ajuda financeira a Daniel Alves
Em 22 de fevereiro de 2024, o ex-lateral-direito Daniel Alves, amigo e ex-companheiro de Neymar no Barcelona e na Seleção Brasileira, foi condenado a quatro anos e seis meses de prisão por estupro de uma mulher numa boate na Espanha, além de ter que pagar uma indenização de 150 mil euros a vítima. Neymar e sua família concederam um empréstimo ao jogador, ajudando-o a pagar a indenização e ter a pena reduzida. Essa ajuda gerou críticas, com a senadora Eliziane Gama, do Maranhão, chamando Neymar de "vergonha mundial". Em seguida, o Ministério Público da Espanha anunciou que iria investigar o valor e pedir a anulação desse atenuante. No dia 20 de março, a justiça espanhola decidiu que Daniel Alves poderia ficar em liberdade condicional, mediante o pagamento de uma fiança de 1 milhão de euros. Especulou-se que a família de Neymar novamente ajudaria o ex-lateral, desta vez pagando a fiança, o que foi negado pelo pai de Neymar.

### PEC das praias e conflito com Luana Piovani
Em maio de 2024, Neymar e sua empresa NR Sports fecharam parceria com uma incorporadora que iria construir um grande empreendimento hoteleiro no Nordeste do Brasil, ligando as praias de Pernambuco à Alagoas. Neymar gravou um vídeo apoiando o projeto, que foi nomeado de "Rota Due Caribe Brasileiro". No entanto, por causa disso, o jogador foi acusado de apoiar uma controversa Proposta de Emenda à Constituição (PEC) que prevê a privatização das praias no Brasil, porque muitas pessoas imaginaram que o empreendimento no Nordeste estaria ligado a essa proposta. Ambientalistas e atrizes criticaram Neymar por supostamente apoiar a proposta de privatização das praias. Entre eles, a atriz Luana Piovani fez várias críticas ao jogador. Nas redes sociais, Neymar rebateu Piovani e as críticas que recebeu. A empresa do jogador divulgou então um comunicado em que disse que, ao contrário do que se imaginou, não havia qualquer conexão entre a rede hoteleira no Nordeste e a PEC da privatização das praias no Brasil. Também não havia qualquer evidência de que Neymar apoie essa proposta. Cogitou-se que Neymar processaria Piovani.

## Estatísticas
Atualizadas até 9 de fevereiro de 2025.

### Clubes
| Equipe              | Temporada         | Campeonato nacional | Campeonato nacional | Campeonato nacional | Copas nacionais[a] | Copas nacionais[a] | Copas nacionais[a] | Competições continentais[b] | Competições continentais[b] | Competições continentais[b] | Outros torneios[c] | Outros torneios[c] | Outros torneios[c] | Total | Total | Total   |
| Equipe              | Temporada         | Jogos               | Gols                | Assist.             | Jogos              | Gols               | Assist.            | Jogos                       | Gols                        | Assist.                     | Jogos              | Gols               | Assist.            | Jogos | Gols  | Assist. |
| ------------------- | ----------------- | ------------------- | ------------------- | ------------------- | ------------------ | ------------------ | ------------------ | --------------------------- | --------------------------- | --------------------------- | ------------------ | ------------------ | ------------------ | ----- | ----- | ------- |
| Santos              | 2009              | 33                  | 10                  | 6                   | 3                  | 1                  | 1                  | —                           | —                           | —                           | 12                 | 3                  | 2                  | 48    | 14    | 9       |
| Santos              | 2010              | 31                  | 17                  | 4                   | 8                  | 11                 | 7                  | 2                           | 0                           | 0                           | 19                 | 14                 | 5                  | 60    | 42    | 16      |
| Santos              | 2011              | 21                  | 13                  | 4                   | —                  | —                  | —                  | 15                          | 7                           | 3                           | 11                 | 4                  | 2                  | 47    | 24    | 9       |
| Santos              | 2012              | 17                  | 14                  | 8                   | —                  | —                  | —                  | 14                          | 9                           | 4                           | 16                 | 20                 | 8                  | 47    | 43    | 20      |
| Santos              | 2013              | 1                   | 0                   | 0                   | 4                  | 1                  | 2                  | —                           | —                           | —                           | 18                 | 12                 | 7                  | 23    | 13    | 9       |
| Santos              | Total             | 103                 | 54                  | 22                  | 15                 | 13                 | 10                 | 31                          | 16                          | 7                           | 76                 | 53                 | 24                 | 225   | 136   | 63      |
| Barcelona           | 2013–14           | 26                  | 9                   | 9                   | 3                  | 1                  | 0                  | 10                          | 4                           | 3                           | 2                  | 1                  | 0                  | 41    | 15    | 12      |
| Barcelona           | 2014–15           | 33                  | 22                  | 7                   | 6                  | 7                  | 0                  | 13                          | 10                          | 2                           | —                  | —                  | —                  | 52    | 39    | 9       |
| Barcelona           | 2015–16           | 34                  | 24                  | 14                  | 5                  | 4                  | 2                  | 9                           | 3                           | 4                           | —                  | —                  | —                  | 48    | 31    | 20      |
| Barcelona           | 2016–17           | 30                  | 13                  | 11                  | 6                  | 3                  | 2                  | 9                           | 4                           | 8                           | —                  | —                  | —                  | 45    | 20    | 21      |
| Barcelona           | Total             | 123                 | 68                  | 41                  | 20                 | 15                 | 4                  | 41                          | 21                          | 17                          | 2                  | 1                  | 0                  | 186   | 105   | 62      |
| Paris Saint-Germain | 2017–18           | 20                  | 19                  | 13                  | 3                  | 3                  | 0                  | 7                           | 6                           | 4                           | —                  | —                  | —                  | 30    | 28    | 17      |
| Paris Saint-Germain | 2018–19           | 17                  | 15                  | 7                   | 4                  | 3                  | 2                  | 6                           | 5                           | 1                           | 1                  | 0                  | 0                  | 28    | 23    | 10      |
| Paris Saint-Germain | 2019–20           | 15                  | 13                  | 6                   | 5                  | 3                  | 1                  | 7                           | 3                           | 4                           | —                  | —                  | —                  | 27    | 19    | 11      |
| Paris Saint-Germain | 2020–21           | 18                  | 9                   | 5                   | 3                  | 1                  | 1                  | 9                           | 6                           | 2                           | 1                  | 1                  | 0                  | 31    | 17    | 8       |
| Paris Saint-Germain | 2021–22           | 22                  | 13                  | 6                   | —                  | —                  | —                  | 6                           | 0                           | 2                           | —                  | —                  | —                  | 28    | 13    | 8       |
| Paris Saint-Germain | 2022–23           | 20                  | 13                  | 11                  | 2                  | 1                  | 3                  | 6                           | 2                           | 2                           | 1                  | 2                  | 0                  | 29    | 18    | 16      |
| Paris Saint-Germain | Total             | 112                 | 82                  | 48                  | 17                 | 11                 | 9                  | 41                          | 22                          | 14                          | 3                  | 3                  | 0                  | 173   | 118   | 71      |
| Al-Hilal            | 2023–24           | 3                   | 0                   | 2                   | —                  | —                  | —                  | 2                           | 1                           | 0                           | —                  | —                  | —                  | 5     | 1     | 2       |
| Al-Hilal            | 2024–25           | 0                   | 0                   | 0                   | 0                  | 0                  | 0                  | 2                           | 0                           | 0                           | —                  | —                  | —                  | 2     | 0     | 0       |
| Al-Hilal            | Total             | 3                   | 0                   | 2                   | 0                  | 0                  | 0                  | 4                           | 1                           | 0                           | —                  | —                  | —                  | 7     | 1     | 2       |
| Santos              | 2025              | 0                   | 0                   | 0                   | 0                  | 0                  | 0                  | —                           | —                           | —                           | 2                  | 0                  | 0                  | 2     | 0     | 0       |
| Santos              | Total             | 0                   | 0                   | 0                   | 0                  | 0                  | 0                  | —                           | —                           | —                           | 2                  | 0                  | 0                  | 2     | 0     | 0       |
| Total na carreira   | Total na carreira | 341                 | 204                 | 113                 | 52                 | 39                 | 23                 | 117                         | 60                          | 38                          | 83                 | 59                 | 24                 | 593   | 362   | 198     |

- a. ^ Em copa nacional, incluindo jogos e gols da Copa do Brasil, Copa do Rei, Copa da França e Copa da Liga Francesa
- b. ^ Em competições continentais, incluindo jogos e gols da Copa Libertadores, Copa Sul-Americana, Mundial de Clubes, Recopa Sul-Americana, Liga dos Campeões da UEFA e Liga dos Campeões da AFC
- c. ^ Em outros, incluindo jogos e gols no Campeonato Paulista, Supercopa da Espanha e Supercopa da França

### Seleção Brasileira
Abaixo estão listados todos jogos, gols e assistências do futebolista pela Seleção Brasileira desde as categorias de base
Sub–17
| Ano               | Campeonato Mundial | Campeonato Mundial | Campeonato Mundial |
| Ano               | Jogos              | Gols               | Assist.            |
| ----------------- | ------------------ | ------------------ | ------------------ |
| 2009              | 3                  | 1                  | 0                  |
| Total na carreira | 3                  | 1                  | 0                  |

Sub–20
| Ano               | Campeonato Sul–Americano | Campeonato Sul–Americano | Campeonato Sul–Americano |
| Ano               | Jogos                    | Gols                     | Assist.                  |
| ----------------- | ------------------------ | ------------------------ | ------------------------ |
| 2011              | 7                        | 9                        | 0                        |
| Total na carreira | 7                        | 9                        | 0                        |

Sub–23
| Ano               | Jogos Olímpicos | Jogos Olímpicos | Jogos Olímpicos | Amistosos | Amistosos | Amistosos | Total | Total | Total   |
| Ano               | Jogos           | Gols            | Assist.         | Jogos     | Gols      | Assist.   | Jogos | Gols  | Assist. |
| ----------------- | --------------- | --------------- | --------------- | --------- | --------- | --------- | ----- | ----- | ------- |
| 2012              | 6               | 3               | 4               | 1         | 1         | 0         | 7     | 4     | 4       |
| 2016              | 6               | 4               | 3               | 1         | 0         | 0         | 7     | 4     | 3       |
| Total na carreira | 12              | 7               | 7               | 2         | 1         | 0         | 14    | 8     | 7       |

Seleção principal
| Ano               | Copa do Mundo | Copa do Mundo | Copa do Mundo | Copa América | Copa América | Copa América | Copa das Confederações | Copa das Confederações | Copa das Confederações | Qualificação Mundial | Qualificação Mundial | Qualificação Mundial | Amistosos | Amistosos | Amistosos | Total | Total | Total   |
| Ano               | Jogos         | Gols          | Assist.       | Jogos        | Gols         | Assist.      | Jogos                  | Gols                   | Assist.                | Jogos                | Gols                 | Assist.              | Jogos     | Gols      | Assist.   | Jogos | Gols  | Assist. |
| ----------------- | ------------- | ------------- | ------------- | ------------ | ------------ | ------------ | ---------------------- | ---------------------- | ---------------------- | -------------------- | -------------------- | -------------------- | --------- | --------- | --------- | ----- | ----- | ------- |
| 2010              | —             | —             | —             | —            | —            | —            | —                      | —                      | —                      | —                    | —                    | —                    | 2         | 1         | 0         | 2     | 1     | 0       |
| 2011              | —             | —             | —             | 4            | 2            | 0            | —                      | —                      | —                      | —                    | —                    | —                    | 9         | 5         | 2         | 13    | 7     | 2       |
| 2012              | —             | —             | —             | —            | —            | —            | —                      | —                      | —                      | —                    | —                    | —                    | 12        | 9         | 8         | 12    | 9     | 8       |
| 2013              | —             | —             | —             | —            | —            | —            | 5                      | 4                      | 2                      | —                    | —                    | —                    | 14        | 6         | 8         | 19    | 10    | 10      |
| 2014              | 5             | 4             | 1             | —            | —            | —            | —                      | —                      | —                      | —                    | —                    | —                    | 9         | 11        | 3         | 14    | 15    | 4       |
| 2015              | —             | —             | —             | 2            | 1            | 1            | —                      | —                      | —                      | 3                    | 0                    | 0                    | 5         | 3         | 0         | 10    | 4     | 1       |
| 2016              | —             | —             | —             | —            | —            | —            | —                      | —                      | —                      | 5                    | 4                    | 5                    | —         | —         | —         | 5     | 4     | 5       |
| 2017              | —             | —             | —             | —            | —            | —            | —                      | —                      | —                      | 6                    | 2                    | 3                    | 2         | 1         | 0         | 8     | 3     | 3       |
| 2018              | 5             | 2             | 2             | —            | —            | —            | —                      | —                      | —                      | —                    | —                    | —                    | 8         | 5         | 6         | 13    | 7     | 8       |
| 2019              | —             | —             | —             | —            | —            | —            | —                      | —                      | —                      | —                    | —                    | —                    | 5         | 1         | 1         | 5     | 1     | 1       |
| 2020              | —             | —             | —             | —            | —            | —            | —                      | —                      | —                      | 2                    | 3                    | 2                    | —         | —         | —         | 2     | 3     | 2       |
| 2021              | —             | —             | —             | 6            | 2            | 3            | —                      | —                      | —                      | 7                    | 4                    | 6                    | —         | —         | —         | 13    | 6     | 9       |
| 2022              | 3             | 2             | 1             | —            | —            | —            | —                      | —                      | —                      | 1                    | 1                    | 0                    | 4         | 4         | 2         | 8     | 7     | 3       |
| 2023              | —             | —             | —             | —            | —            | —            | —                      | —                      | —                      | 4                    | 2                    | 2                    | —         | —         | —         | 4     | 2     | 2       |
| Total na carreira | 13            | 8             | 4             | 12           | 5            | 4            | 5                      | 4                      | 2                      | 28                   | 16                   | 18                   | 70        | 46        | 30        | 128   | 79    | 58      |

## Títulos
Santos
- Campeonato Paulista: 2010, 2011 e 2012
- Copa do Brasil: 2010
- Copa Libertadores da América: 2011
- Recopa Sul-Americana: 2012

Barcelona
- Supercopa da Espanha: 2013
- La Liga: 2014–15 e 2015–16
- Copa do Rei: 2014–15, 2015–16 e 2016–17
- Liga dos Campeões da UEFA: 2014–15
- Copa do Mundo de Clubes da FIFA: 2015

Paris Saint-Germain
- Ligue 1: 2017–18, 2018–19, 2019–20, 2021–22 e 2022–23
- Copa da França: 2017–18, 2019–20 e 2020–21
- Copa da Liga Francesa: 2017–18 e 2019–20
- Supercopa da França: 2018, 2020 e 2022

Al-Hilal
- Campeonato Saudita: 2023–24[433]

Seleção Brasileira
- Copa das Confederações FIFA: 2013
- Jogos Olímpicos: 2016

### Líder de assistências
- Liga dos Campeões da UEFA de 2016–17 (8 assistências)[434][435]

### Artilharias
- Copa do Brasil de 2010 (11 gols)
- Campeonato Paulista de 2012 (20 gols)
- Recopa Sul-Americana de 2012 (1 gol)
- Copa Libertadores da América de 2012 (8 gols)
- Supercopa da Espanha de 2013 (1 gol)
- Copa do Rei de 2014–15 (7 gols)
- Liga dos Campeões de 2014–15 (10 gols)

## Filmografia
| Ano  | Título                                               | Emissora/Plataforma | Papel            | Notas                 | Refs                    |
| ---- | ---------------------------------------------------- | ------------------- | ---------------- | --------------------- | ----------------------- |
| 2010 | Malhação                                             | TV Globo            | Ele mesmo        | Participação especial | [ 436 ]                 |
| 2012 | (fdp)                                                | HBO Brasil          | Menino do filtro | Participação especial | [ 437 ]                 |
| 2013 | Carrossel                                            | SBT                 | Ele mesmo        | Participação especial | [ 438 ] [ 439 ]         |
| 2013 | Amor à Vida                                          | TV Globo            | Ele mesmo        | Participação especial | [ 440 ] [ 441 ] [ 442 ] |
| 2013 | Santo Marcos                                         | Cinema              | Ele mesmo        | Filme documentário    | [ 443 ]                 |
| 2014 | Neymar Jr.                                           | Nickelodeon         | Ele mesmo        | Protagonista animado  | [ 444 ]                 |
| 2014 | Dias em Santos                                       | YouTube             | Ele mesmo        | Série documental      | [ 445 ]                 |
| 2014 | Brasil: A Nation Expects                             | Cinema              | Ele mesmo        | Filme documentário    | [ 443 ]                 |
| 2015 | A Regra do Jogo                                      | TV Globo            | Ele mesmo        | Participação especial | [ 446 ]                 |
| 2016 | Eu Sou Bolt                                          | Netflix             | Ele mesmo        | Filme documentário    | [ 443 ]                 |
| 2017 | xXx: Return of Xander Cage                           | Cinema              | Ele mesmo        | Participação especial | [ 447 ]                 |
| 2017 | Os Parças                                            | Cinema              | Ele mesmo        | Participação especial | [ 448 ]                 |
| 2018 | Gold Stars: A História Oficial da Copa do Mundo FIFA | Cinema              | Ele mesmo        | Filme documentário    | [ 443 ]                 |
| 2019 | La casa de papel                                     | Netflix             | Monje João       | Participação especial | [ 449 ]                 |
| 2020 | Tudo ou Nada: Seleção Brasileira                     | Prime Video         | Ele mesmo        | Filme documentário    | [ 443 ]                 |
| 2022 | Neymar - O Caos Perfeito                             | Netflix             | Ele mesmo        | Série documental      | [ 450 ]                 |
| TBA  | Kickboxer: Armageddon                                | Cinema              | TBA              | Participação especial | [ 443 ]                 |
| TBA  | Romário, o Cara                                      | Max                 | Ele mesmo        | Série documental      | [ 443 ]                 |